# Marvel : Les Agents du SHIELD
Pour les articles homonymes, voir Shield.
Agent Carter
Marvel : Les Agents du SHIELD (Marvel's Agents of S.H.I.E.L.D.) est une série télévisée américaine de super-héros en 136 épisodes de 45 minutes déclinés en sept saisons, créée par Joss Whedon, Jed Whedon et Maurissa Tancharoen d'après les comics Marvel de Stan Lee et Jack Kirby. Produite par Marvel Television et ABC Studios.
C'est une série dérivée du film Avengers et fait partie de l'univers cinématographique Marvel. Elle suit les aventures d'une équipe de l'agence d'espionnage SHIELD.

## Diffusions télévisées
Diffusée simultanément du 24 septembre 2013 jusqu'au 12 août 2020 sur le réseau ABC aux États-Unis et sur le réseau CTV au Canada.
En France, la série est diffusée depuis le 26 octobre 2014 sur la chaîne payante Série Club puis en clair depuis le 18 mars 2015 sur W9 (saison 1 à 3), sur 6ter à partir du 12 juin 2018 (saisons 4 et 5) et sur la plateforme Disney+. 6Ter diffuse ponctuellement trois épisodes de la saison 6 le 21 juillet 2021, puis cesse la diffusion.
En Belgique, diffusée depuis le 8 novembre 2014 sur Be 1 pour les cinq saisons puis sur Be Séries pour les deux dernières saisons, en Suisse, depuis le 7 janvier 2015 sur RTS Deux et au Québec, depuis le 26 août 2015 sur MusiquePlus et sur MAX à partir de septembre 2019 (5e saison) puis en clair depuis le 22 janvier 2016 sur V.

## Synopsis
Après de longs mois de repos à la suite de sa blessure infligée par le légendaire dieu Loki pendant l'invasion de New York, l'agent Phil Coulson réintègre le SHIELD, une organisation internationale qui enquête sur les phénomènes paranormaux et défend la Terre des menaces terroristes ou d’invasions extraterrestre.
À son retour, l’agent se voit confier une nouvelle équipe d’enquêteurs. Elle est composée de Melinda May, une aviatrice experte en arts martiaux ; Grant Ward, un espion redoutable et tout en muscles ; Leopold Fitz, un ingénieur génie en nouvelles technologies et Jemma Simmons, une biochimiste. À cette équipe du SHIELD s'ajoute Skye, une pirate informatique membre d'un groupe de hackers prônant la liberté d'information. Arrêtée par l'équipe de Coulson, elle les rejoint en tant que consultante. Ensemble, ils ont pour mission d’enquêter sur de mystérieux artefacts et d'arrêter des organisations séditieuses.

## Distribution

### Acteurs principaux
- Clark Gregg (VF : Jean-Pol Brissart) : agent puis  directeur puis à nouveau agent Phil Coulson (principal saisons 1 à 5, récurrent saison 6, invité saison 7) / Pachacutiq/Sarge (principal saison 6) / LMD-Chronicom Phil Coulson (principal saison 7, invité saison 6)
- Ming-Na (VF : Yumi Fujimori) : agent Melinda May (en)
- Brett Dalton (VF : Franck Monsigny) : agent Grant Douglas Ward (en) (principal saisons 1 à 3, récurrent saison 4) / Alveus (en)(principal saison 3, invité saison 5)
- Chloe Bennet (VF : Victoria Grosbois) : agent Daisy « Skye » Johnson / Quake
- Iain De Caestecker (VF : Arnaud Laurent) : agent et Dr Leopold Fitz
- Elizabeth Henstridge (VF : Cindy Tempez) : agent et Dr Jemma Simmons (en)
- B. J. Britt (VF : Jonathan Amram (saison 1) puis Namakan Koné (saison 2)) : Agent Antoine Triplett (récurrent saisons 1 et 4, principal saison 2)
- Nick Blood (VF : Nessym Guetat) : mercenaire puis agent Lance Hunter (en) (principal saisons 2 et 3, récurrent saison 5)
- Adrianne Palicki (VF : Barbara Beretta) : agent Barbara « Bobbi » Morse / l'oiseau moqueur (principale saisons 2 et 3)
- Henry Simmons (en) (VF : Jean-Paul Pitolin) : agent puis directeur Alphonso « Mack » MacKenzi (en) (principal depuis la saison 2)
- Luke Mitchell (VF : Nathanel Alimi) : agent Lincoln Campbell (récurrent saison 2, principal saison 3)
- John Hannah (VF : Georges Caudron) : Dr Holden Radcliffe (en) (récurrent saison 3, principal saison 4)
- Mallory Jansen (VF : Sybille Tureau) : AIDA 2.0 / Agnes Kitsworth / Madame Hydra / Ophélia (principale saison 4, invitée saison 3)
- Jason O'Mara (VF : Guillaume Lebon) : Jeffrey Mace, le nouveau directeur du SHIELD / le Patriote (saison 4)
- Gabriel Luna (VF : Taric Mehani) : Robbie Reyes / Ghost Rider (saison 4)
- Natalia Cordova-Buckley (VF : Mélissa Leprince puis Ethel Houbiers) : Elena « Yo-Yo » Rodriguez (en) (récurrente saisons 3 et 4, principale depuis la saison 5)
- Adrian Pasdar (VF : Pierre-François Pistorio) : le colonel puis général Glenn Talbot / Graviton (principal saison 5, récurrent saisons 2 à 4, invité saison 1)
- Joel Stoffer (en) (VF : Patrick Osmond) : Enoch (récurrent saison 5, principal saisons 6 et 7, invité saison 4)
- Jeff Ward (en) (VF : Thomas Roditi) : agent Deke Shaw (récurrent saison 5, principal saisons 6 et 7)
- Thomas E. Sullivan (VF : Stanislas Forlani) : Nathaniel Malick (principal saison 7)

Légende :  = Principal(aux)
Légende :  = Récurrent(es)
Légende :  = Invité(es)
| Acteurs                 | Personnages                                     | Saison 1   | Saison 2   | Saison 3   | Saison 4   | Saison 5   | Saison 6   | Saison 7   |
| Clark Gregg             | Agent et Directeur Phil Coulson                 | Principal  | Principal  | Principal  | Principal  | Principal  | Récurrent  |            |
| Clark Gregg             | Sarge                                           |            |            |            |            |            | Principal  |            |
| Clark Gregg             | LMD Phil Coulson                                |            |            |            |            |            |            | Principal  |
| Ming-Na                 | Agent Melinda May (en)                          | Principale | Principale | Principale | Principale | Principale | Principale | Principale |
| Chloe Bennet            | Agent Skye / Daisy Johnson / Quake              | Principale | Principale | Principale | Principale | Principale | Principale | Principale |
| Elizabeth Henstridge    | Agent et Dr Jemma Simmons (en)                  | Principale | Principale | Principale | Principale | Principale | Principale | Principale |
| Iain De Caestecker      | Agent et Dr Leopold Fitz                        | Principal  | Principal  | Principal  | Principal  | Principal  | Principal  | Principal  |
| Brett Dalton            | Agent Grant Ward (en) / Alveus (en)             | Principal  | Principal  | Principal  | Récurrent  |            |            |            |
| B. J. Britt             | Agent Antoine "Trip" Triplett                   | Récurrent  | Principal  |            | Récurrent  |            |            |            |
| Henry Simmons (en)      | Agent/Directeur Alphonso « Mack » MacKenzi (en) |            | Principal  | Principal  | Principal  | Principal  | Principal  | Principal  |
| Nick Blood              | Agent Lance Hunter (en)                         |            | Principal  | Principal  |            | Récurrent  |            |            |
| Adrianne Palicki        | Agent Barbara "Bobbi" Morse                     |            | Principale | Principale |            |            |            |            |
| Luke Mitchell           | Lincoln Campbell                                |            | Récurrent  | Principal  |            |            |            |            |
| John Hannah             | Dr Holden Radcliffe (en)                        |            |            | Récurrent  | Principal  |            |            |            |
| Mallory Jansen          | Aida / Madame Hydra / Ophélia                   |            |            | invitée    | principale |            |            |            |
| Natalia Cordova-Buckley | Elena « Yo-Yo » Rodriguez (en)                  |            |            | Récurrente | Récurrente | Principale | Principale | Principale |
| Jeff Ward (en)          | Agent Deke Shaw                                 |            |            |            |            | Récurrent  | Principal  | Principal  |
| Joel Stoffer (en)       | Enoch                                           |            |            |            |            | Récurrent  | Principal  | Principal  |
| ----------------------- | ----------------------------------------------- | ---------- | ---------- | ---------- | ---------- | ---------- | ---------- | ---------- |

Photos des acteurs principaux
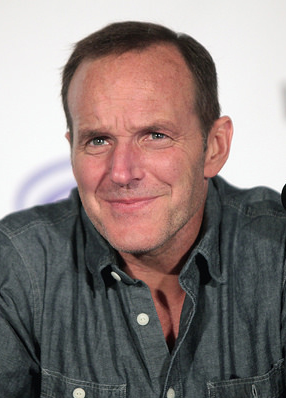
Clark Gregg interprète l'agent et directeur Phil Coulson / Sarge / LMD Philip J.Coulson
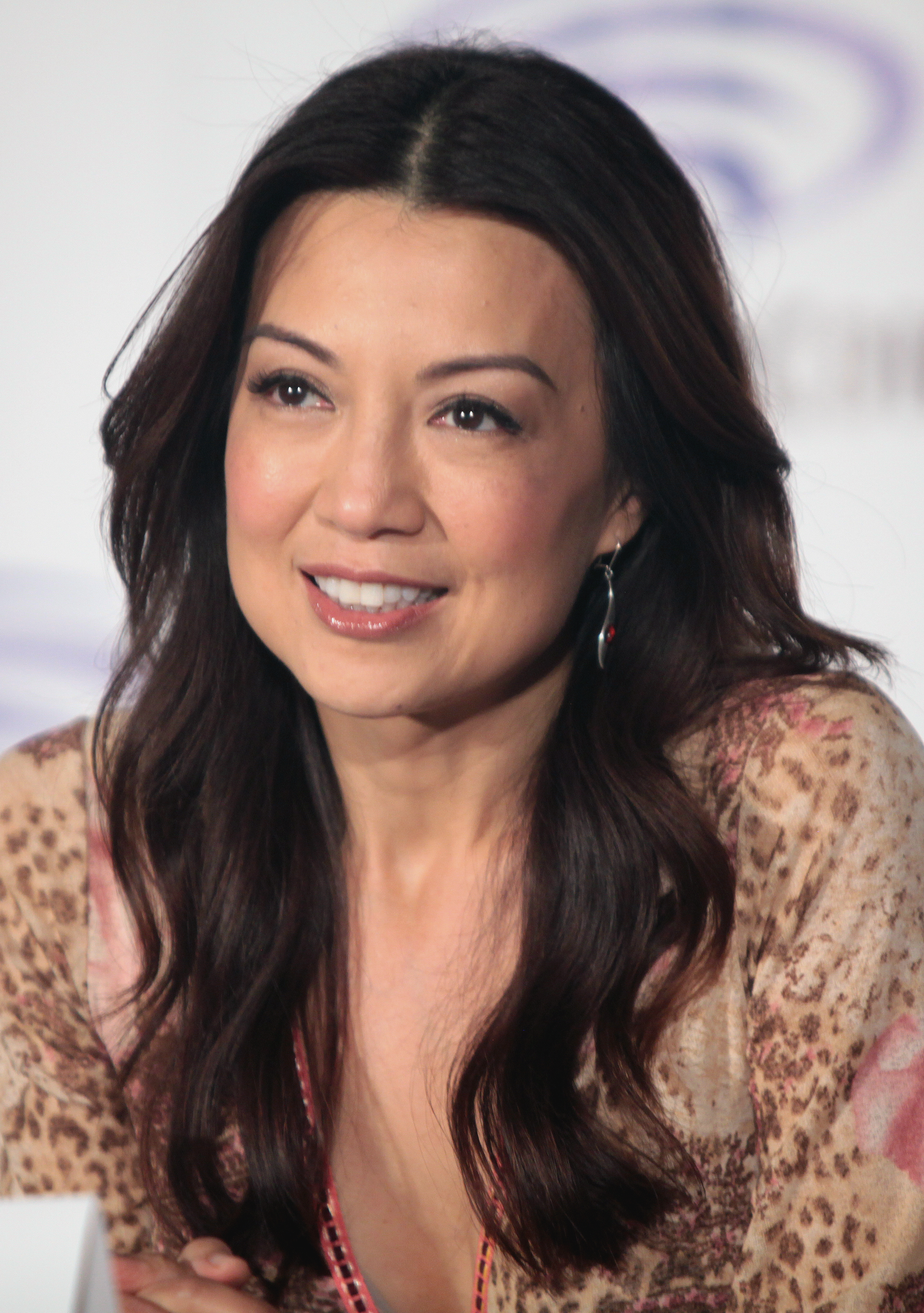
Ming-Na Wen interprète l'agent Melinda May (en)
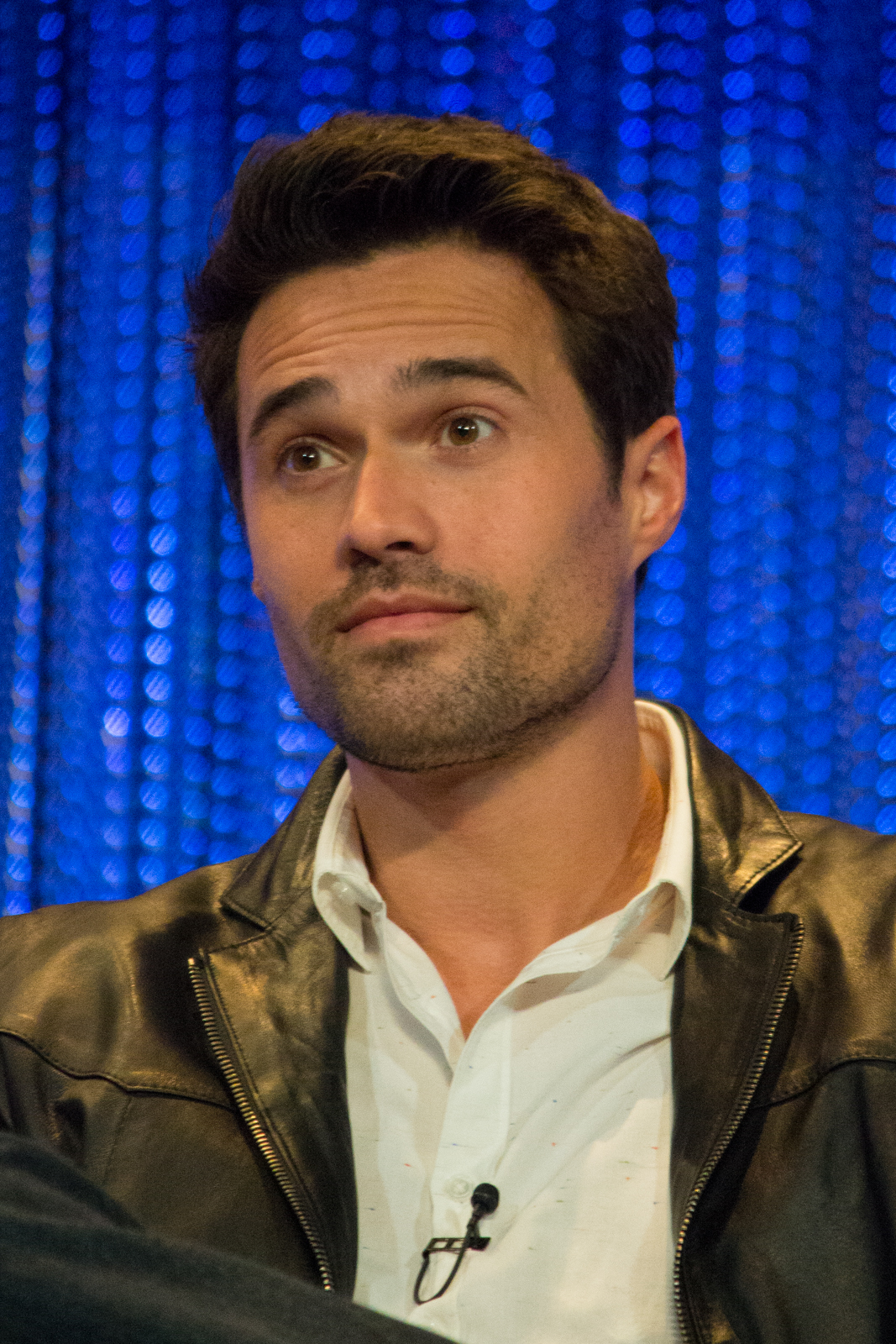
Brett Dalton interprète l'agent Grant Douglas Ward (en).
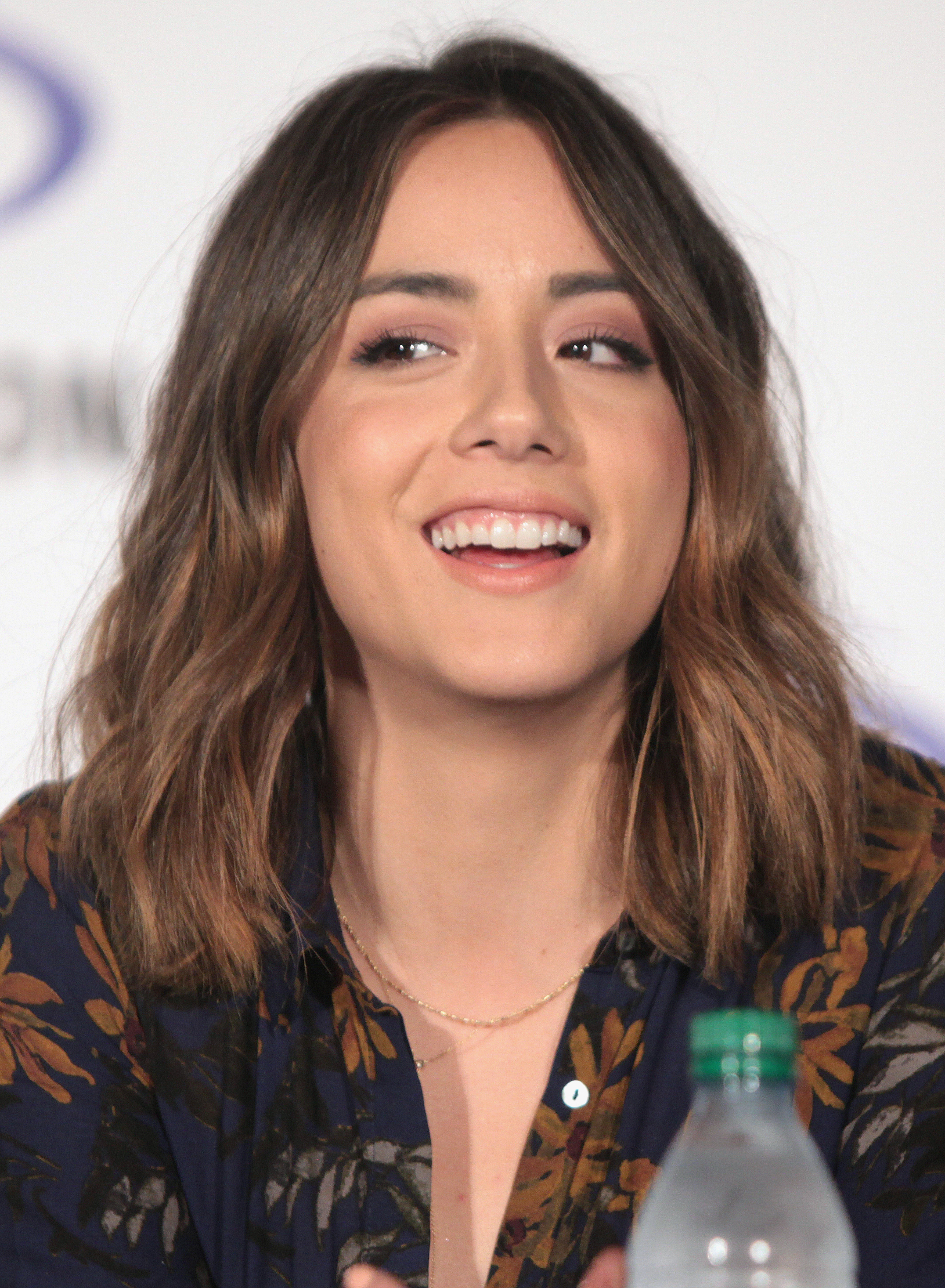
Chloe Bennet interprète l'agent Skye (Daisy Johnson)
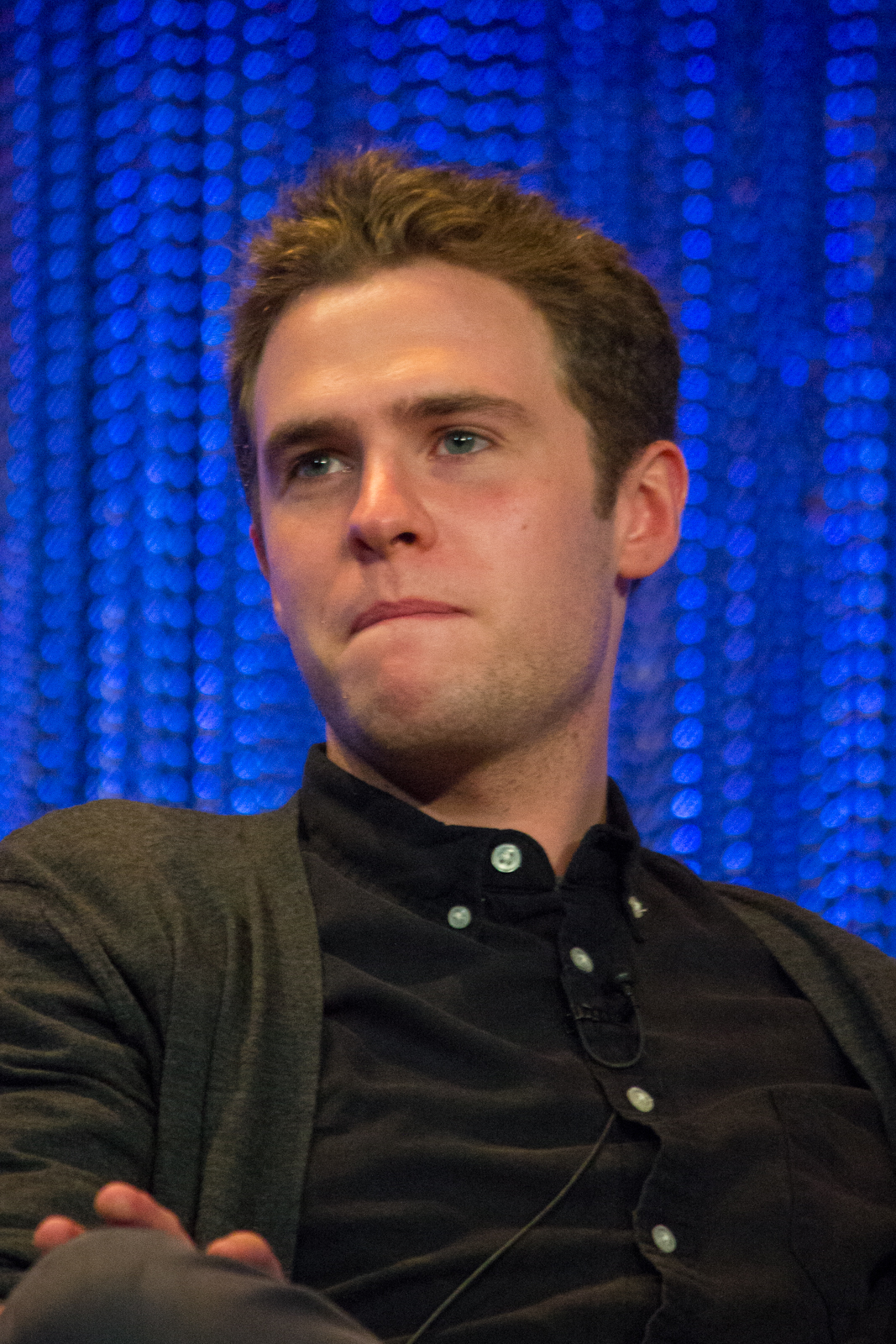
Iain De Caestecker interprète l'agent et Dr Leopold « Fitz » Fitz
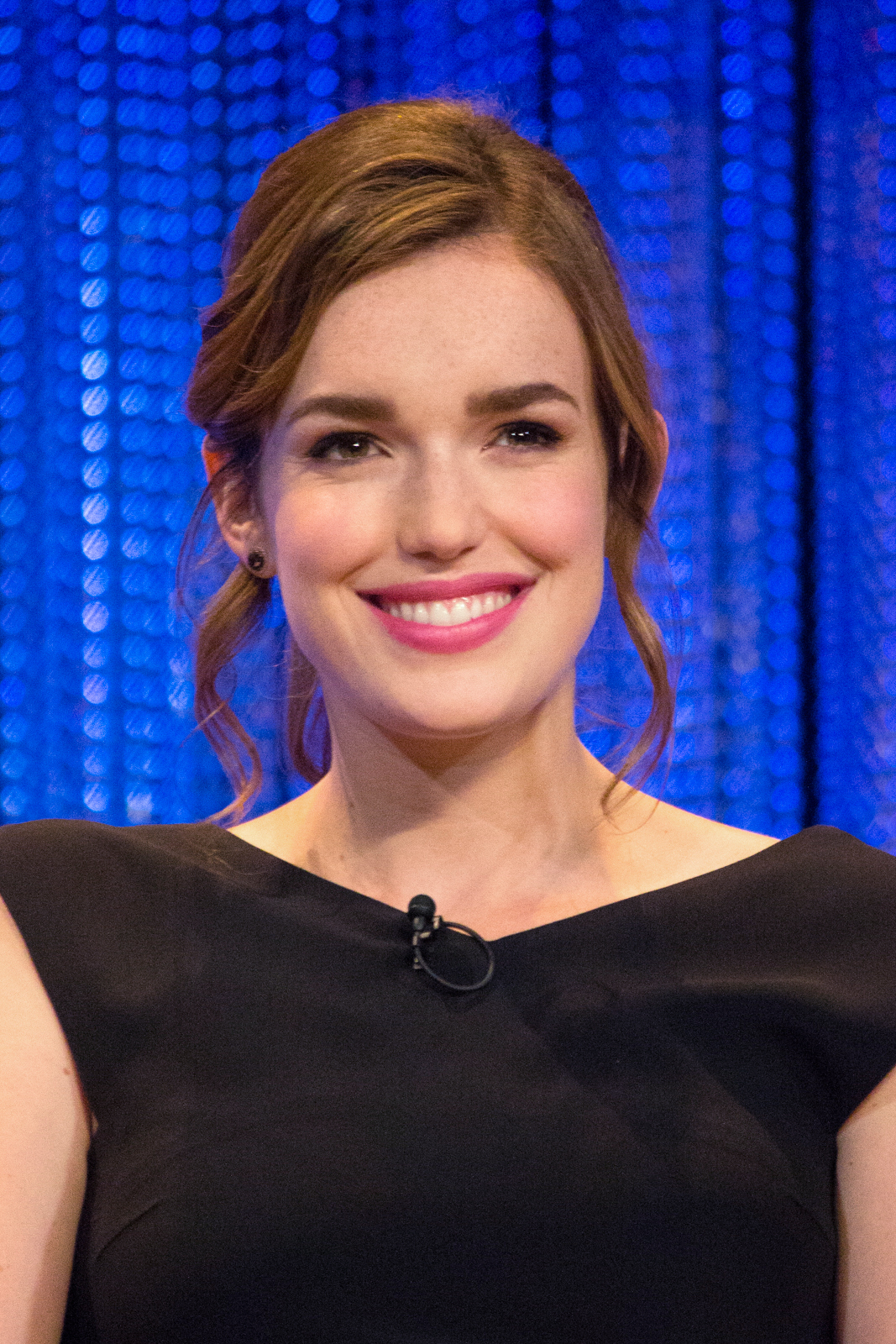
Elizabeth Henstridge interprète l'agent et Dr Jemma Simmons (en)
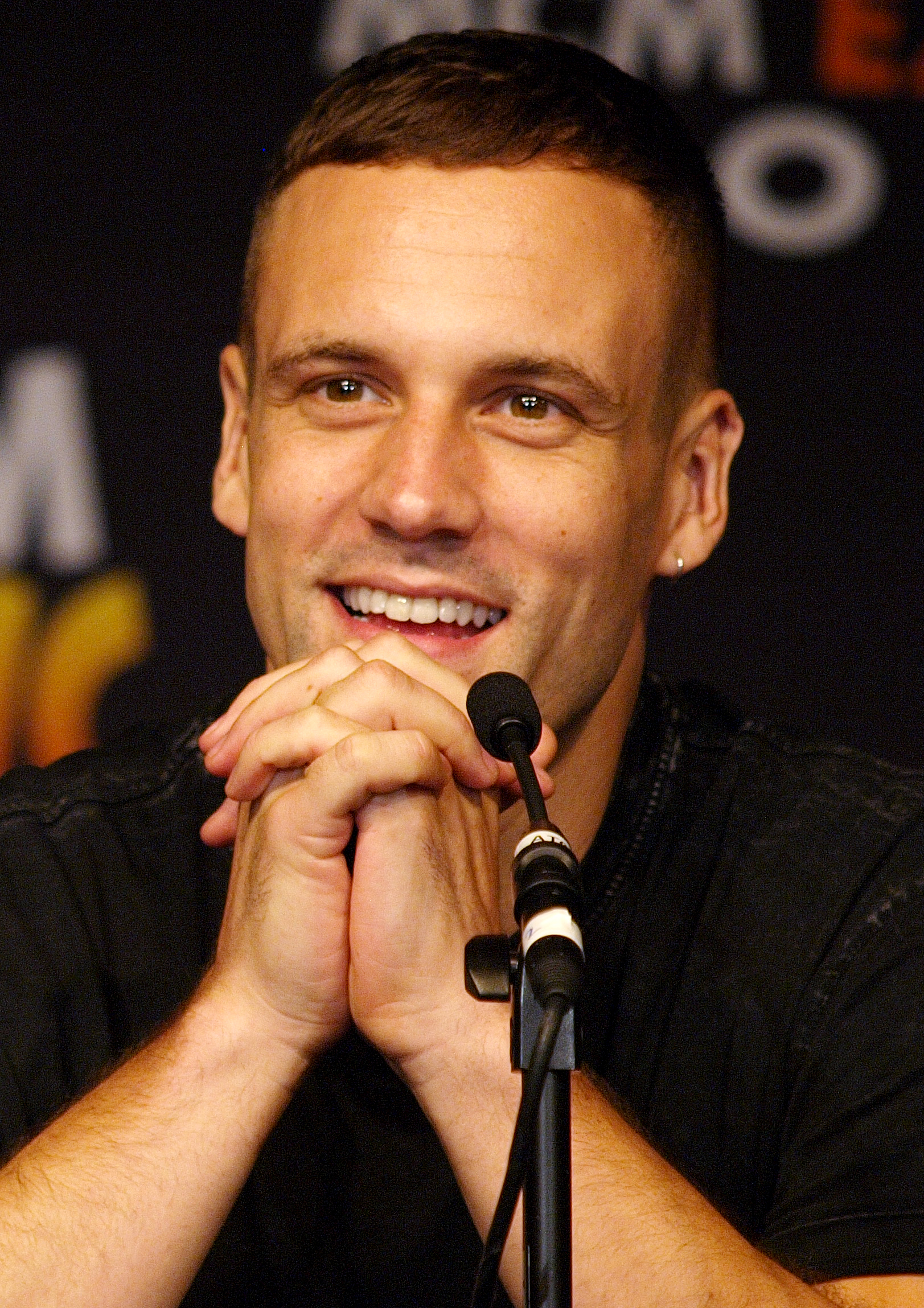
Nick Blood interprète l'agent Lance Hunter (en).
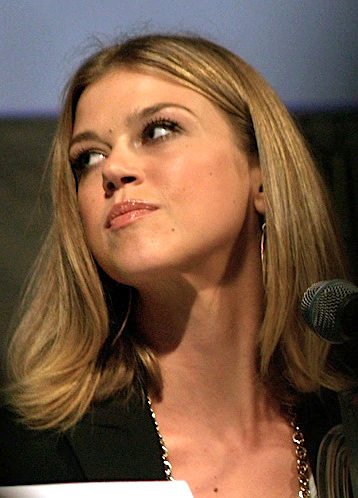
Adrianne Palicki interprète l'agent Barbara « Bobbi » Morse.
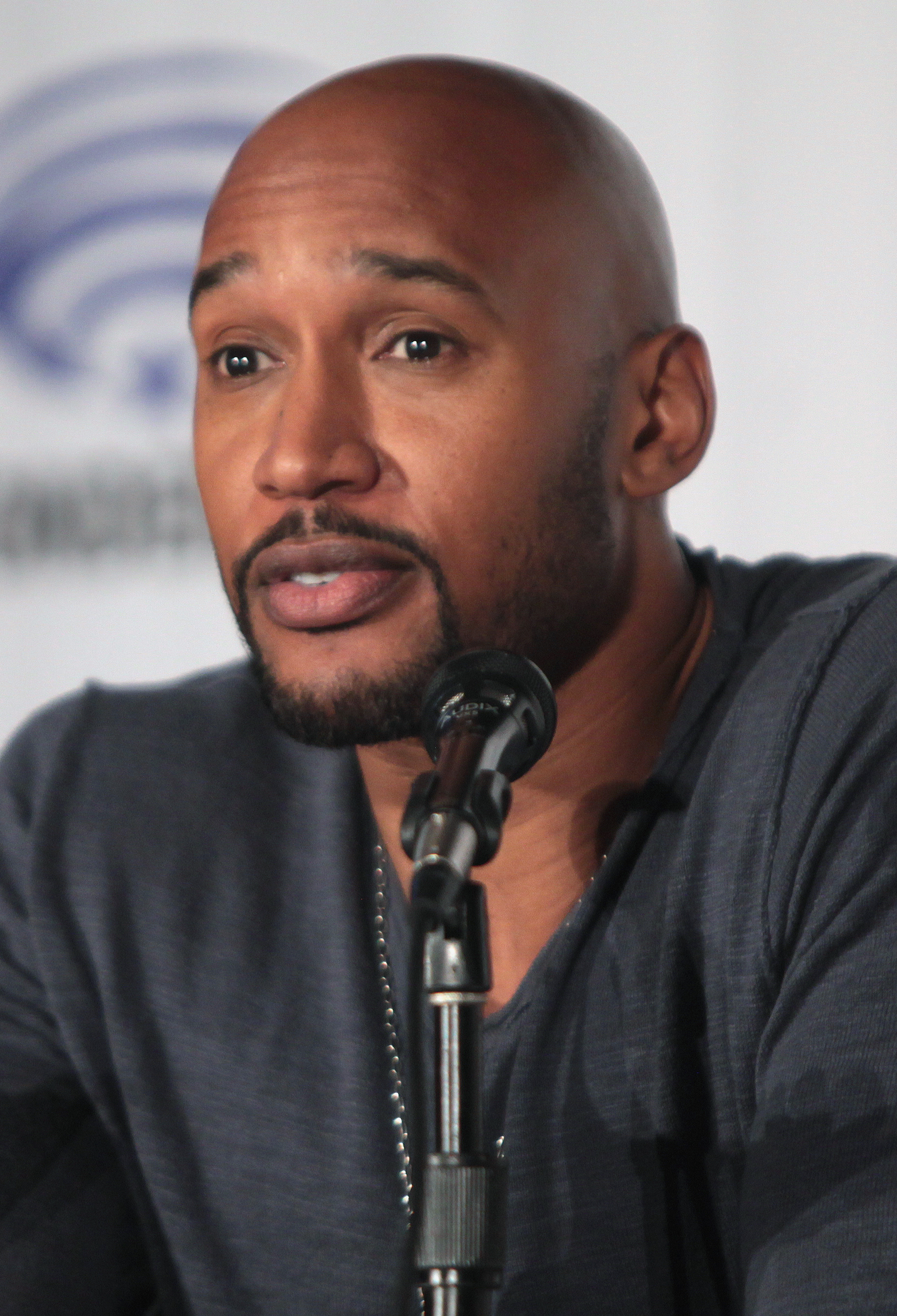
Henry Simmons (en) interprète de l'agent Alphonso « Mack » MacKenzi (en)
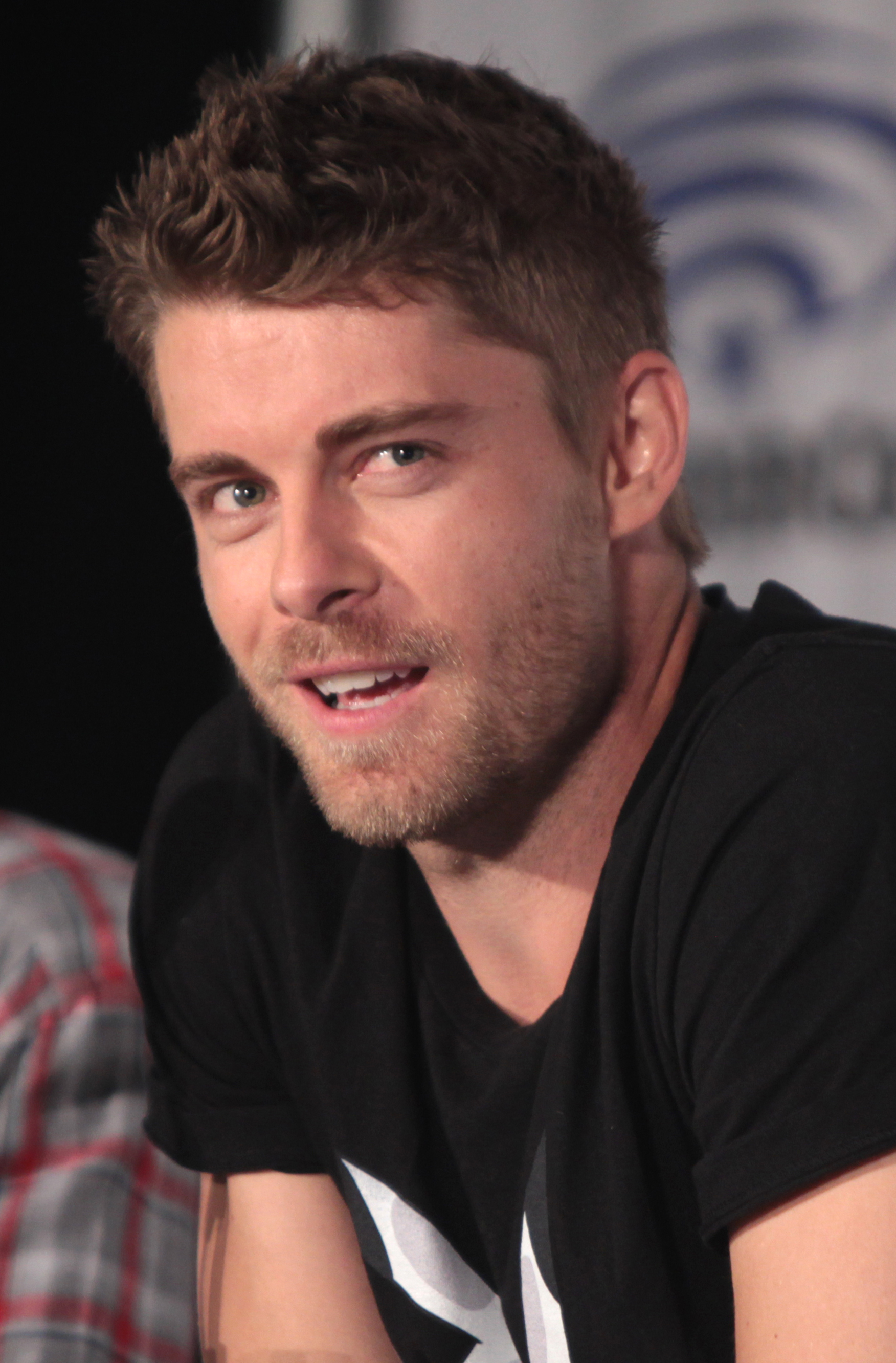
Luke Mitchell interprète Lincoln Campbell.
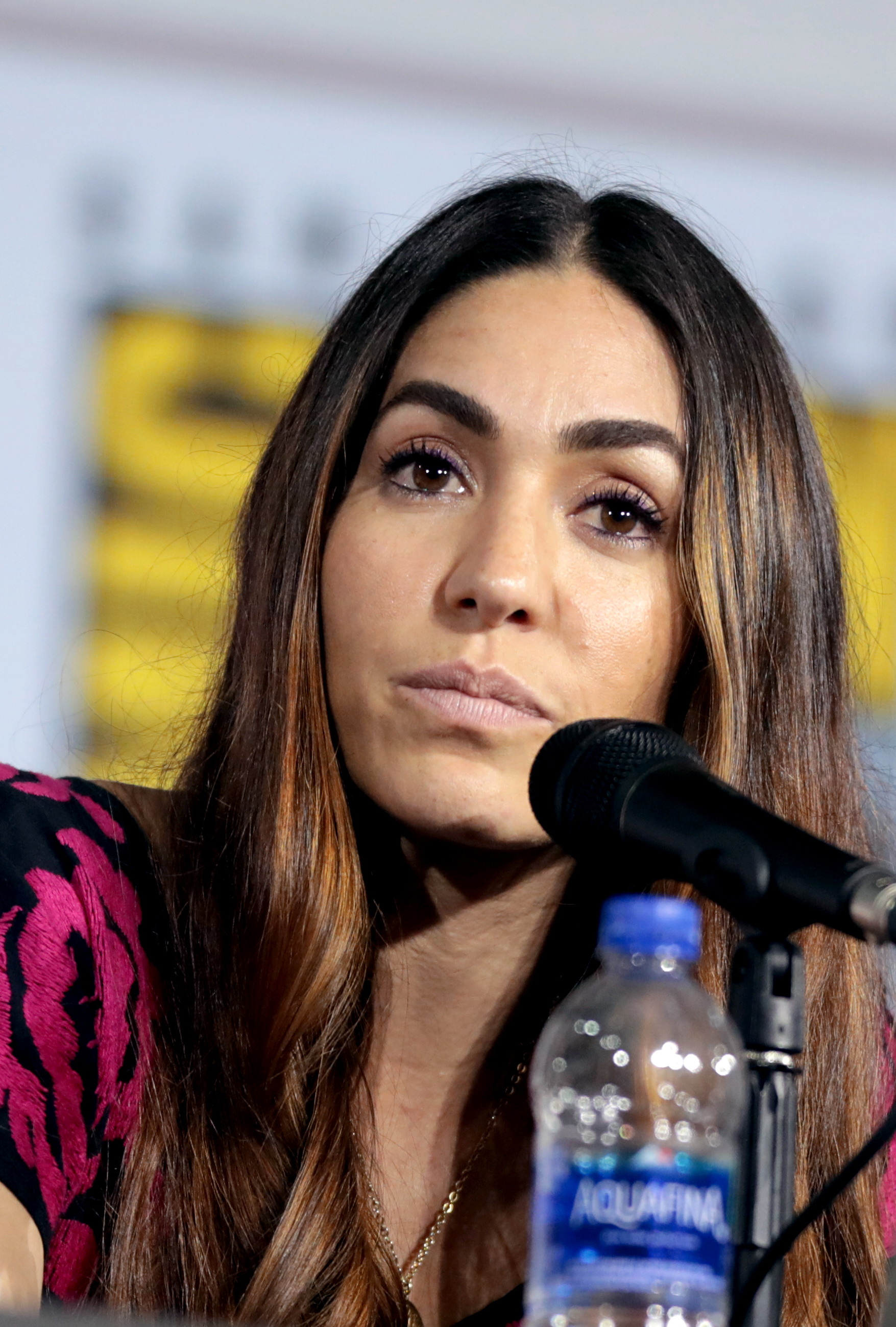
Natalia Cordova-Buckley interprète l'agent Elena « Yo-Yo » Rodriguez (en)
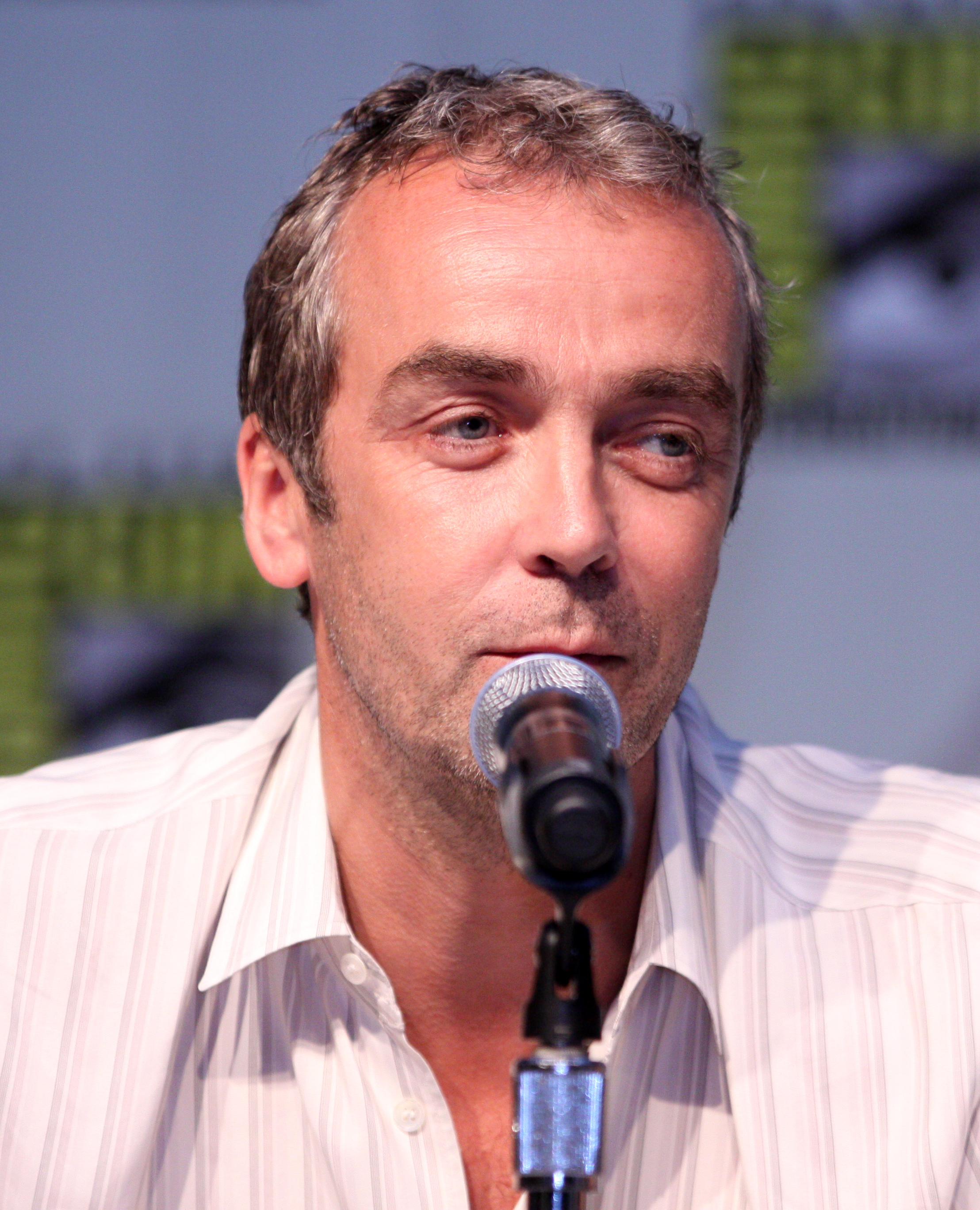
John Hannah interprète Holden Radcliffe (en).
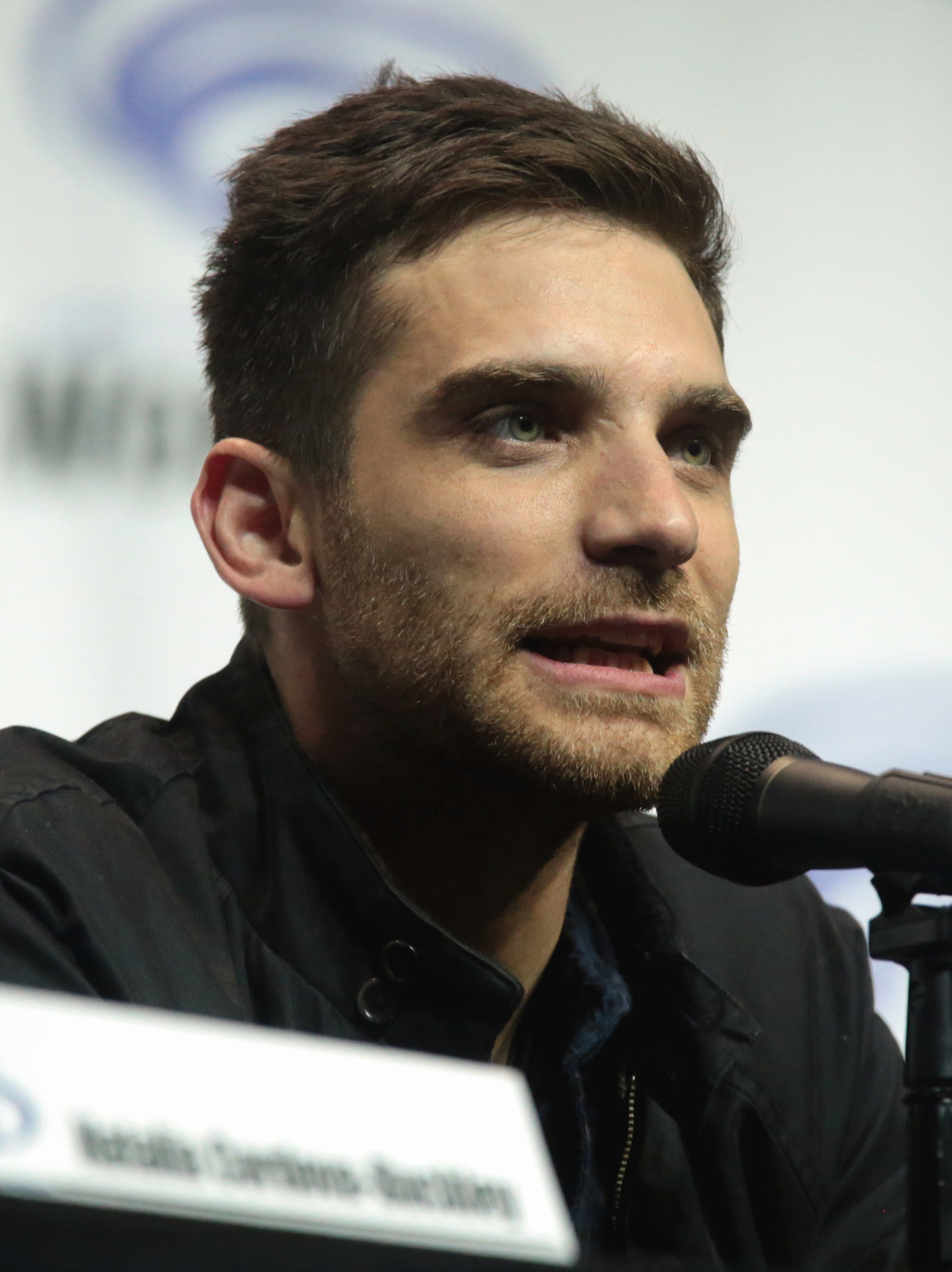
Jeff Ward (en) interprète Deke Shaw

### Acteurs récurrents
Introduits lors de la saison 1
- J. August Richards (VF : Jean-Baptiste Anoumon) : agent Michael Peterson / Deathlok (récurrent saisons 1 et 2, invité saison 5)
- Ruth Negga (VF : Nathalie Karsenti) : Raina (récurrente saisons 1 et 2, invitée saison 5)
- David Conrad (VF : Alexis Victor) : Ian Quinn (récurrent saison 1, invité saison 5)
- Bill Paxton (VF : Patrick Borg) : agent John Garrett (en) (récurrent saison 1)
- Saffron Burrows (VF : Marie Zidi) : agent Victoria Hand (en) (récurrente saison 1, invitée saison 7)
- Ian Hart (VF : Patrice Dozier) : Dr Franklin Hall (invité saison 1, récurrent saison 5)

Introduits lors de la saison 2
- Reed Diamond (VF : Éric Legrand) : Dr Daniel Whitehall, le Kraken / le général Werner Reinhardt (en) (récurrent saison 2, invité saisons 3 et 5)
- Simon Kassianides (en) (VF : Serge Faliu) : Sunil Bakshi (récurrent saison 2, invité saison 4)
- Kyle MacLachlan (VF : Patrick Poivey) : Calvin Zabo, le père de Skye (récurrent saison 2)
- Edward James Olmos (VF : Philippe Catoire) : agent Robert Gonzales (récurrent saison 2)
- Jamie Harris (VF : Jean-Baptiste Marcenac) : Gordon (récurrent saison 2)
- Dichen Lachman (VF : Hélène Bizot) : Jiaying (récurrente saisons 2 et 7)
- Maya Stojan (VF : Olivia Nicosia) : Kara Lynn Palamas (récurrente saison 2)
- Blair Underwood (VF : Bruno Dubernat) : Dr Andrew Garner (invité saisons 2 et 4, récurrent saison 3)
- Daz Crawford (VF : Pascal Germain) : Kebo (invité saison 2, récurrent saison 3)

Introduits lors de la saison 3
- Powers Boothe (VF : Jean Barney) : Gideon Malick, ancien membre du conseil de sécurité mondiale (récurrent saison 3)
- Spencer Treat Clark (VF : Benjamin Gasquet) : Alexander Braun / Werner von Strucker (en) (récurrent saisons 3 et 5)
- Mark Dacascos (VF : Laurent Morteau) : M. Giyera, le chef de la sécurité d'HYDRA (récurrent saison 3)
- Constance Zimmer (VF : Armelle Gallaud) : Rosalind Price (récurrente saison 3)
- Andrew Howard (VF : Patrick Laplace) : Luther Banks (récurrent saison 3)
- Matthew Willig (en) (VF : Michel Vigné) : Lash (en) (récurrent saison 3, invité saison 5)
- Juan Pablo Raba (es) (VF : Marc Saez) : Joey Gutierrez (récurrent saison 3)
- Axle Whitehead (VF : Emmanuel Gradi) : J. T. James (récurrent saison 3, invité saison 4)
- Briana Venskus (VF : Ludivine Maffren) : agent Piper (récurrente saisons 3 à 6, invitée saison 7)
- Lola Glaudini (VF : Julie Dumas) : Polly Hinton (invitée saison 3, récurrente saison 5)

Introduits lors de la saison 4
- Maximilian Osinski (VF : Jérémy Bardeau) : agent Davis (invité saisons 1 et 7 - récurrent saisons 4 à 6)
- Patrick Cavanaugh (VF : Laurent Larcher) : agent Burrows (récurrent saison 4)
- Parminder Nagra (VF : Sylvie Jacob) : la sénatrice Ellen Nadeer (récurrente saison 4)
- Lilli Birdsell (VF : Juliette Degenne) : Lucy Bauer (récurrente saison 4)
- José Zúñiga (VF : Philippe Peythieu) : Eli Morrow (récurrent saison 4)
- Zach McGowan (VF : Boris Rehlinger) : Anton Ivanov / le Supérieur (récurrent saison 4 et 5)
- Lorenzo James Henrie (VF : Julien Crampon) : Gabe Reyes (récurrent saison 4)
- Ricardo Walker (VF : Pascal Vilmen) : agent Prince (récurrent saison 4)

Introduits lors de la saison 5 
- Catherine Dent (VF : Anne Rondeleux) : la générale Hale (récurrente saison 5)
- Dove Cameron (VF : Angèle Humeau puis Mélissa Leprince) : Ruby Hale (récurrente saison 5, invitée saison 7)
- Brian Patrick Wade (VF : Laurent Maurel (saison 2) puis Jean-Alain Velardo (saison 3)) : Carl Creel / l'Homme-Absorbant (invité saisons 2 et 3, récurrent saison 5)
- Dominic Rains (VF : Anatole de Bodinat) : Kasius (récurrent saison 5)
- Florence Faivre (VF : Isabelle Auvray) : Sinara (récurrente saison 5)
- Peter Mensah (VF : Bernard Métraux) : Qovas (récurrent saison 5)
- Coy Stewart (VF : Benjamin Bollen) : Flint (récurrent saison 5, invité saisons 6 et 7)
- Eve Harlow (VF : Juliette Navis) : Tess (récurrente saison 5)
- Pruitt Taylor Vince (VF : Paul Borne) : Grill (récurrent saison 5)

Introduits lors de la saison 6 
- Brooke Williams (VF : Marie Chevalot) : Snowflake (récurrente saison 6, invitée saison 7)
- Winston James Francis (VF : Frédéric Souterelle) : Jaco (récurrent saison 6)
- Karolina Wydra (VF : Marjorie Frantz) : Izel (récurrente saison 6)
- Geri-Nikole Love (VF : Pauline de Meurville) : Agent Diaz (récurrente saison 6)
- Christopher James Baker et Joss Glennie Smith (VF : Cyrille Monge) : Malachi (récurrent saisons 6 et 7)
- Matt O'Leary (VF : Frédéric Popovic) : Pax (récurrent saison 6)
- Barry Shabaka Henley (VF : Paul Borne) : Dr Marcus Benson (récurrent saison 6)
- Shainu Bala (VF : Jim Redler) : Trevor Khan (récurrent saison 6)

Introduits lors de la saison 7
- Tamara Taylor (VF : Magali Barney) : Sibyl, prédictrice des Chronicoms
- Tobias Jelinek : Luke
- Dianne Doan : Kora

### Invités
Note : Cette liste ne recense que les personnages connus ou importants de l'univers Marvel qui sont apparus dans la série, ainsi que les acteurs ayant une certaine notoriété.
- Cobie Smulders (VF : Laura Blanc) : agent Maria Hill (saisons 1 et 2)
- Samuel L. Jackson (VF : Thierry Desroses) : le directeur Nick Fury (saison 1)
- Austin Nichols (VF : Pascal Nowak) : Miles (saison 1)
- Titus Welliver (VF : Jean-Louis Faure) : agent Blake (saisons 1 et 3)
- Dylan Minnette (VF : Gabriel Bismuth-Bienaimé) : Donnie Gill / Blizzard (saisons 1 et 2)
- Maximiliano Hernández (VF : Fabien Jacquelin) : agent Jasper Sitwell (saison 1)
- Stan Lee (VF : Bernard Tiphaine) : l'homme dans le train qui fait la morale à Coulson (saison 1, épisode 13)
- Elena Satine (VF : Céline Ronté) : Lorelei (saison 1)
- Jaimie Alexander (VF : Ingrid Donnadieu) : Sif (saisons 1 et 2)
- Amy Acker (VF : Léa Gabriele) : Audrey Nathan (saison 1)
- Hayley Atwell (VF : France Renard) : agent Peggy Carter (saison 2)
- Neal McDonough (VF : Bruno Dubernat) : Dum Dum Dugan (saison 2)
- Kenneth Choi (VF : Stéphane Miquel) : Jim Morita (saison 2)
- Lucy Lawless (VF : Céline Monsarrat) : agent Isabel Hartley (saison 2)
- William Sadler (VF : Hervé Jolly) : le président Matthew Ellis (saison 3)
- Patrick Warburton (VF : Emmanuel Jacomy puis Philippe Catoire) : Rick Stoner (en) (saisons 5 et 7)
- Enver Gjokaj (VF : Jérémy Prévost) : Daniel Sousa (en) (saison 7)

Version française
- - Société de doublage : Dubbing Brothers[11],[12]
  - Direction artistique : Hervé Bellon[12]
  - Adaptation des dialogues : François Dubuc, Jonathan Amram et Jérôme Dalotel[11],[12]

 Source et légende : version française (VF) sur RS Doublage et Doublage Séries Database

## Production

### Concept
En février 2013, Joss Whedon, qui vient de terminer le tournage du pilote, s’est exprimé sur la série et a révélé qu'elle sera fidèle à la philosophie de l'univers Marvel.
L'intrigue de la série se déroule après le film Avengers. Elle s'intègre dans la continuité de l'univers cinématographique Marvel, faisant référence à des événements se déroulant dans les films, notamment Iron Man 3, Thor : Le Monde des ténèbres, Captain America : Le Soldat de l'hiver, Avengers : L'Ère d'Ultron, Ant-Man, Captain America: Civil War et Avengers: Infinity War. En revanche, les films de l'univers cinématographique Marvel n'ont jusqu'ici pas fait référence aux événements ou aux personnages de la série (les Avengers pensent ainsi que Phil Coulson, dont la résurrection est révélée dès le début de la série, est bel et bien décédé et ignorent tout de ses activités).

### Développement

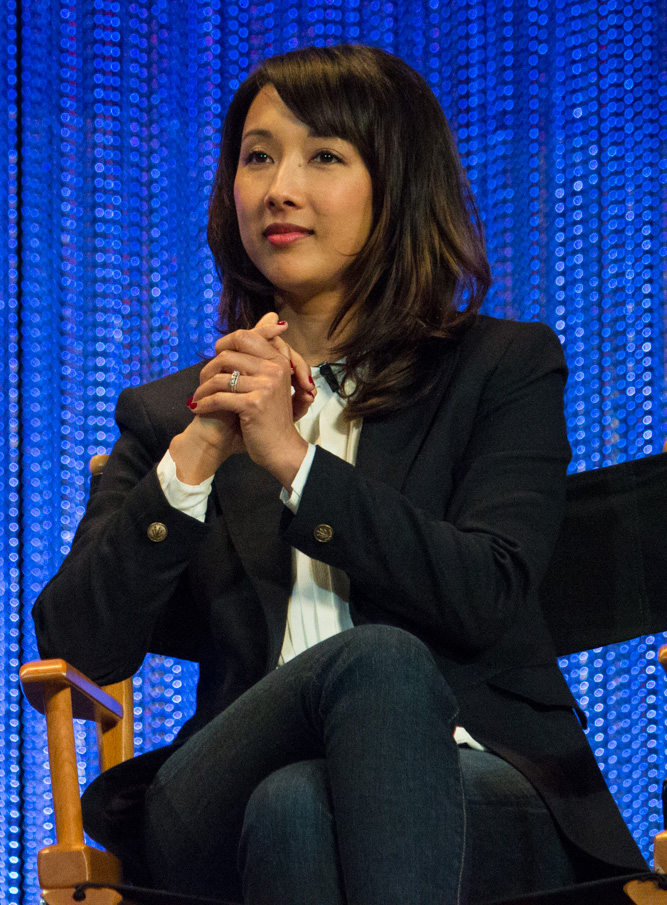
Maurissa Tancharoen, co-créatrice, scénariste et productrice exécutive.
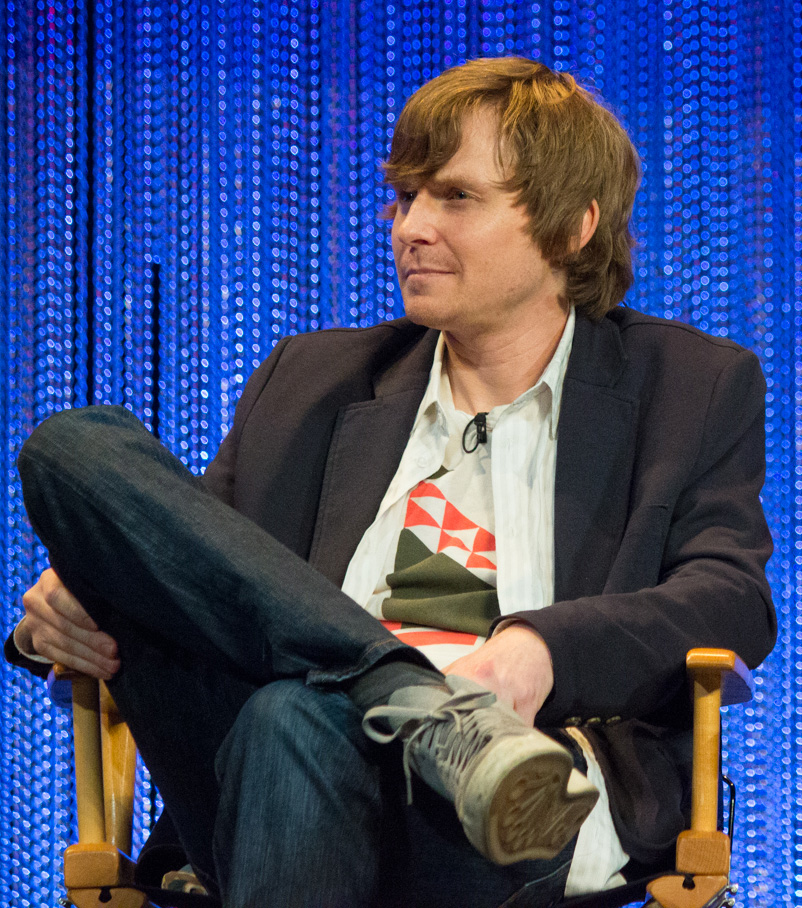
Jed Whedon, co-créateur, scénariste, et producteur exécutif de la série.
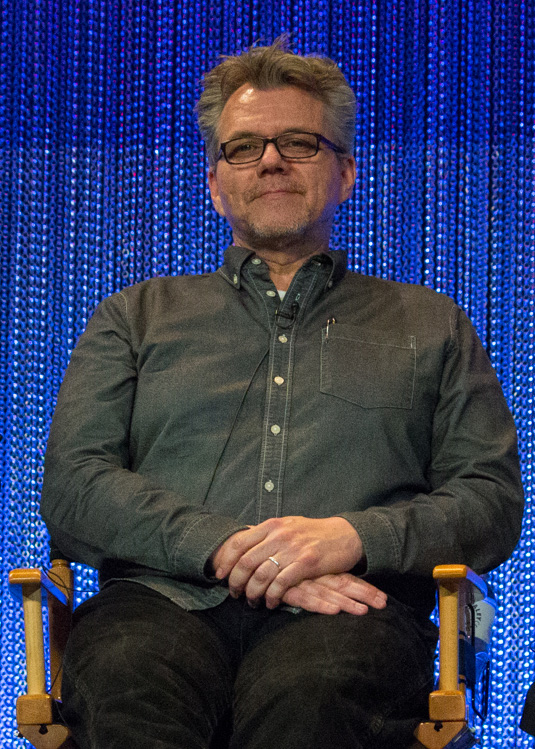
Jeffrey Bell, réalisateur et producteur exécutif de la série
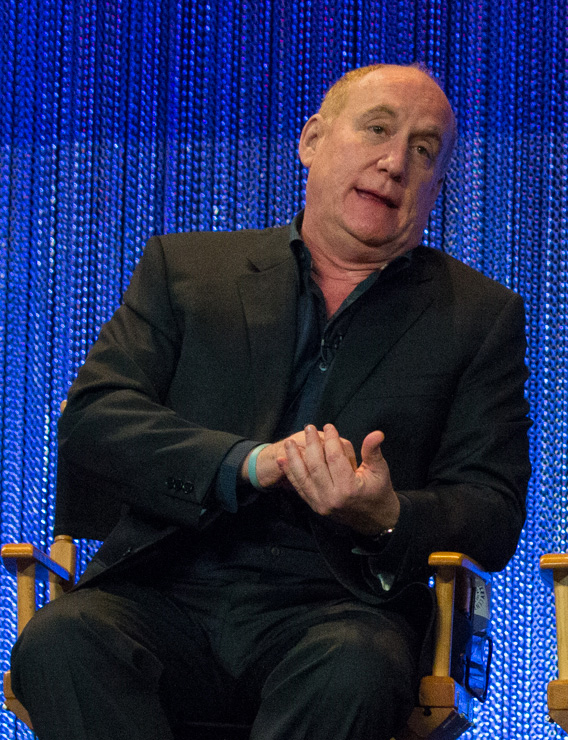
Jeph Loeb, scénariste et producteur exécutif de la série

Au moment de la préproduction, la série devait s'intituler : SHIELD puis début avril 2013, la série change de titre et s'intitule : Agents of SHIELD.
Le 10 mai 2013, ABC a commandé la série pour la saison 2013-2014.
Le 10 octobre 2013, à la suite des bonnes audiences, la chaîne commande neuf épisodes supplémentaires, soit une saison complète de vingt-deux épisodes.
Le 8 mai 2014, Marvel Television et ABC annoncent le renouvellement de la série pour une deuxième saison composée de vingt-deux épisodes ainsi que la préparation d'une nouvelle série dérivée intitulée Agent Carter.
Le 7 mai 2015, ABC et Marvel Television annoncent le renouvellement de la série pour une troisième saison et l'annulation du projet spin-off de celle-ci, Marvel Most Wanted, centré sur les personnages de Lance Hunter et Barbara Morse.
Le 3 mars 2016, la série a été renouvelée pour une quatrième saison. Le projet de spin-off Most Wanted, qui est allé au stade du pilote tourné, n'est pas retenu par ABC.
Le 17 mai 2016, la chaîne a décidé de changer l'heure de diffusion à l'automne, qui passe désormais à 22 h. Cette décision devait initialement éviter à la série d'être constamment battue en audience face à son rival de CBS, NCIS : Nouvelle-Orléans. Le lendemain, CBS déplace sa série dans la case de 22 h.[réf. nécessaire]
Le 22 juillet 2016, Marvel Television confirme que le personnage de Ghost Rider sera présent dans la quatrième saison mais ce ne sera pas le personnage classique que tout le monde connaît mais Roberto Reyes, qui dans les comics conduit une voiture à la place d'une moto.
Le 11 mai 2017, la chaîne annonce le renouvellement pour une cinquième saison. Selon le site Cosmic Booknews, le renouvellement de la série n'a pu être possible qu'avec un accord concernant une réduction des coûts de production ainsi que la baisse de son budget, lequel devrait avoir des conséquences probables sur le casting ainsi que le nombre d'épisodes.
La grille de la rentrée 2017-2018 indique que la série sera diffusée désormais le vendredi soir à 21 h après Once Upon a Time. Mais sa diffusion ne débutera qu'après la diffusion des huit épisodes de la série Inhumans. La directrice de la chaîne a aussi précisé que le nombre d'épisodes sera le même qu'auparavant, soit vingt-deux épisodes.
Le 20 mai 2017, Mark Kolpak, le spécialiste des effets visuels de la série, a affirmé sur son compte Twitter que la série fera son retour à l'antenne en début d'année 2018. Il a également annoncé que la série n'aura quasiment pas de coupure comme cela a été le cas les années précédentes pendant les vacances d'hiver et de Pâques.
Fin septembre 2017, le magazine Variety révèle que Disney a fait pression sur la chaîne ABC pour le renouvellement de la série pour une cinquième saison alors que plusieurs responsables de la chaîne voulaient l'annuler aux vues des mauvaises audiences enregistrées par la quatrième saison. ABC ne confirme toutefois pas les faits,.
Le 7 octobre 2017 au NYCC, la chaîne ABC annonce la date de diffusion de la cinquième saison dès le 1er décembre 2017.
Pendant le tournage d'une cascade à la fin de la quatrième saison, Ming-Na Wen se blesse le ligament croisé antérieur et le ménisque gauche. Malgré les opérations, elle était encore souffrante pour le tournage de la cinquième saison, qui a donc intégré la blessure au scénario.
Le 6 mars 2018, lors d'une interview pour Entertainment Weekly, les producteurs et scénaristes Jed Whedon, Maurissa Tancharoen et Jeffrey Bell ont annoncé qu'ils étaient en train d'écrire un scénario de fin de série, tout en affirmant espérer une possibilité de renouvellement pour une sixième saison mais en cas d'annulation, la série aurait une véritable fin.
Le 14 mai 2018, la série a été renouvelée pour une sixième saison comportant treize épisodes. La diffusion n'est pas prévue avant l'été 2019.
Le 16 novembre 2018, la présidente d'ABC Entertainment Channing Dungey annonce officiellement le renouvellement de la série pour une septième saison avant même la diffusion de la sixième. L'information est relayée sur le site de Marvel. Une commande ferme de treize épisodes comme la sixième saison pour la rentrée 2019-2020.
Le 30 mars 2019, au WonderCon de San Diego, la date de diffusion de la sixième saison est annoncée : ce sera le 10 mai 2019. Peu avant le Comic Con de San Diego de juillet 2019, Marvel Television annonce que la 7e saison sera la dernière. Elle est diffusée à partir du 27 mai 2020.

### Casting

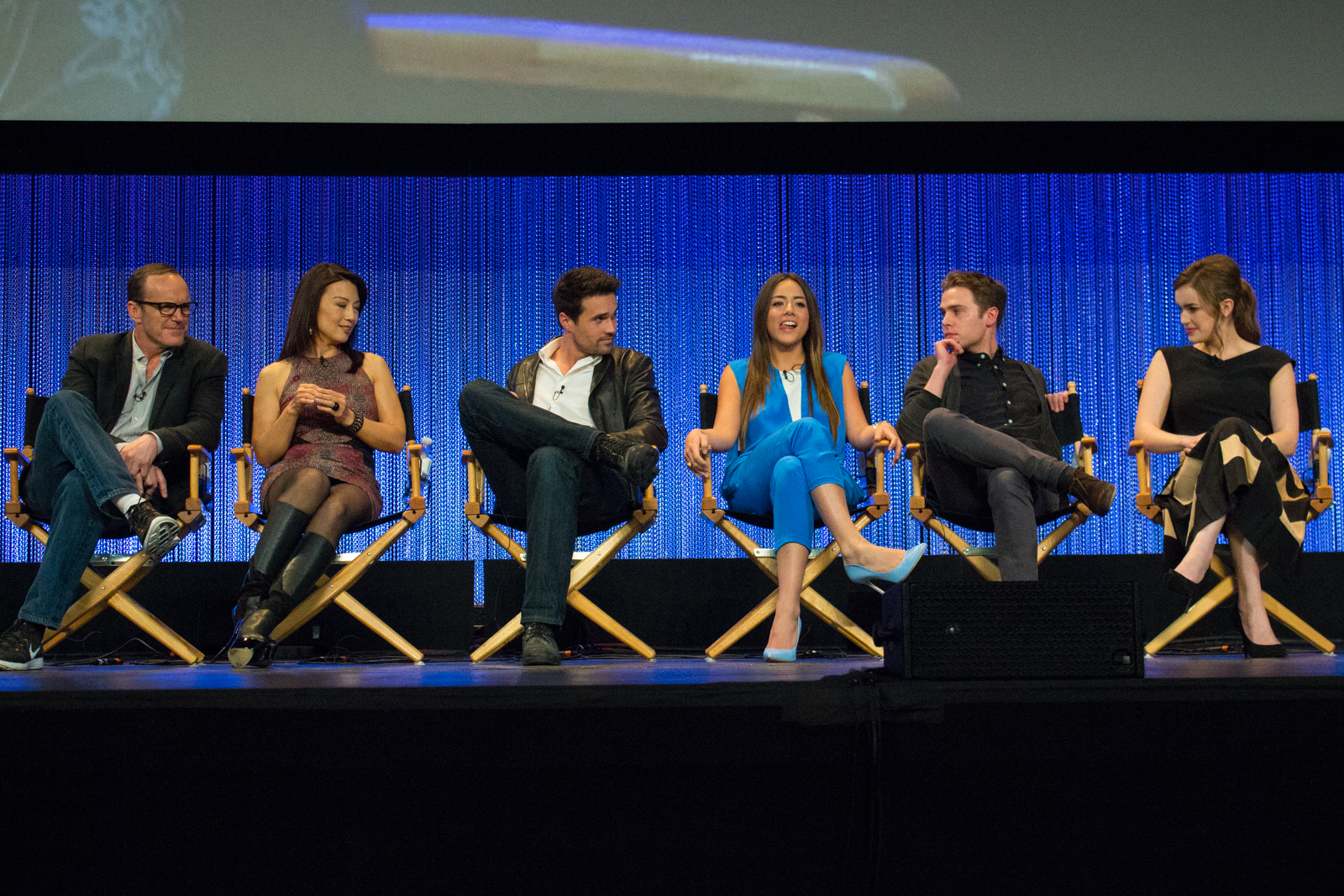
Les acteurs principaux de la saison 1, au PaleyFest 2014. (de gauche à droite : Clark Gregg, Ming-Na, Brett Dalton, Chloe Bennet, Iain De Caestecker et Elizabeth Henstridge)

En octobre 2012, Clark Gregg reprend son rôle de l'agent Phil Coulson, puis l'actrice Ming-Na obtient l'un des rôles principaux de la série.
En novembre 2012, Iain De Caestecker (l'agent Leo Fitz) et Elizabeth Henstridge (l'agent Jemma Simmons) décrochent des rôles principaux, suivi de Brett Dalton (l'agent Grant Ward). Chloe Bennet (Skye) complète la distribution le mois suivant.
En avril 2013, l'acteur J. August Richards obtient un rôle tenu secret lors du pilote.
En juillet 2013, Cobie Smulders reprend son rôle de Maria Hill du film de 2012.
En août 2013, l'acteur David Conrad (connu notamment pour son rôle de Jim Clancy dans la série Ghost Whisperer), obtient un rôle récurrent dans la série, un millionnaire au service de l'extralucide, puis Ian Hart dans un rôle tenu top secret.
En septembre 2013, Ruth Negga décroche un rôle récurrent : « Petite fleur » convaincue par l'extralucide et passionnée des robes à fleurs.
En octobre 2013, tenu dans le secret jusqu'à sa diffusion, l'acteur Samuel L. Jackson reprend son rôle de Nick Fury dans le deuxième épisode de la série. Puis, Titus Welliver reprend son rôle de l'agent Blake du court métrage Édition unique Marvel : No 47, dans le sixième épisode de la série.
En décembre 2013, Dylan Minnette obtient le rôle de Donnie Gill / Blizzard le temps d'un épisode.
En janvier 2014, Bill Paxton obtient le rôle de l'agent John Garrett, traître du SHIELD et personnage énigmatique d'HYDRA, l'agence ennemie.
En mars 2014, Jaimie Alexander reprend son rôle de Sif qu'elle avait interprété dans les films Thor et Thor : Le Monde des ténèbres. Le même mois, Adrian Pasdar obtient le rôle du colonel Glenn Talbot suivis de Patton Oswalt pour le rôle de l'agent Erik Koenig, Amy Acker pour le rôle d'Audrey Nathan, puis Patrick Brennan (en) dans le rôle de Marcus Daniels / Blackout.
En juillet 2014, Lucy Lawless obtient un rôle récurrent non dévoilé, l'acteur britannique Nick Blood, le rôle du mercenaire Lance Hunter, Reed Diamond, le rôle de Daniel Whitehall / Kraken, l'acteur britannique Simon Kassianides (en) le temps d'un ou deux épisodes lors de la deuxième saison et Cobie Smulders est confirmée pour revenir durant cette même saison.
En août 2014, Adrianne Palicki intègre la distribution lors de la deuxième saison avec un rôle récurrent (Barbara Morse / Oiseau moqueur). En février 2015, l'actrice obtient le statut d'actrice principale pour la deuxième partie de cette même saison.
En juin 2015, Luke Mitchell et Henry Simmons (en) obtiennent le statut d'acteur principal pour la troisième saison.

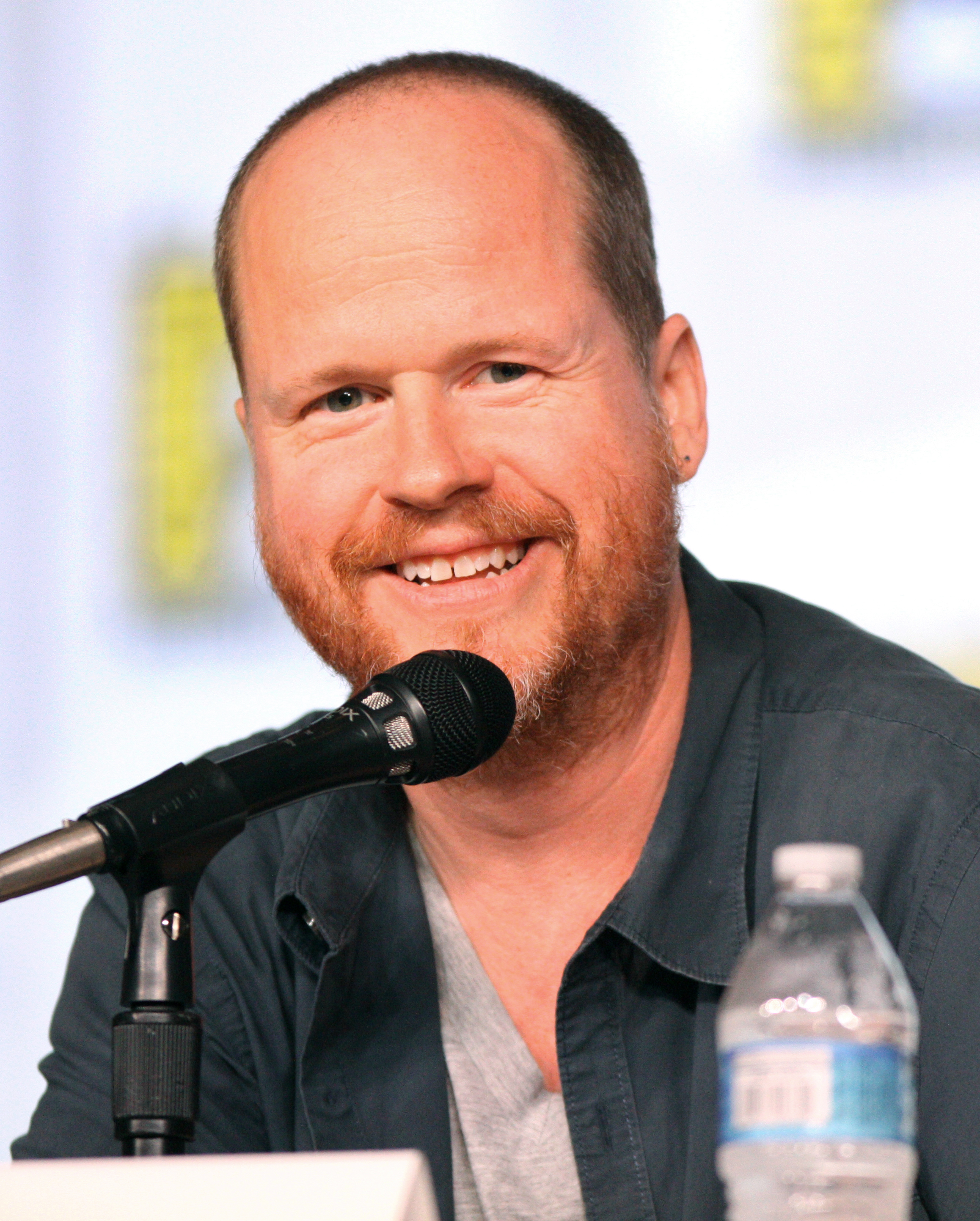
Le réalisateur du blockbuster Avengers, Joss Whedon, également coscénariste et metteur en scène de l'épisode pilote de la série.

En octobre 2015, Powers Boothe obtient un rôle récurrent lors de la troisième saison.
En juillet 2016, Gabriel Luna obtient le rôle de Roberto Reyes / Ghost Rider.
En septembre 2017, l'acteur Nick Blood est annoncé pour reprendre son rôle de l'agent Lance Hunter au cours de la cinquième saison.
En octobre 2017, l'actrice Natalia Cordova-Buckley qui incarne le personnage d'Elena « Yo-Yo » Rodriguez depuis la troisième saison, obtient le statut d'actrice principale à partir de la cinquième saison.
En juillet 2018, l'acteur Jeff Ward qui est récurrent durant la cinquième saison, est promu à la distribution principale dès la sixième.

### Tournage
L'épisode pilote a été tourné à Los Angeles (pour s'adapter aux disponibilités de Joss Whedon), tandis que les autres épisodes ont principalement été tournés à Culver City, dans l'état de Californie. D'autres villes dans le monde, comme Paris, Stockholm ou encore Old San Juan, ont accueilli le tournage de certains épisodes de la série.
Plusieurs personnes se sont succédé dans le rôle de directeur de la photographie : d'abord David Boyd pour l'épisode pilote, puis Feliks Parnell, Jeff Mygatt, et Allan Westbrook pour les autres épisodes. La série est tournée avec des caméras Arriflex Alexa.
Le 30 juillet 2019, l'équipe de tournage, composée des acteurs et des techniciens, finit la réalisation de la septième et dernière saison. L'actrice Ming-Na Wen ainsi que Chloe Bennet répondent à leur collègue Clark Gregg sur Twitter sur les sept années de camaraderie et de bons souvenirs. Elles sont suivies par Natalia Cordova-Buckley. Une photo de tournage de Jed Whedon avec sa fille est également postée sur le décor du Zephir.

### Conception

#### Costumes
Betsy Heimann était la costumière du pilote, mais a quitté la série en raison d'engagements cinématographiques. L'assistante costumière Ann Foley a pris la relève pour les épisodes suivants et a travaillé en étroite collaboration avec Tancharoen pour créer « des personnages très forts et différents » dont « l'apparence évolue avec le spectacle ». Foley a également fait appel aux artistes conceptuels Phillip Boutte Jr. et Josh Shaw pour les aider dans le processus de conception. Foley a regardé chaque film du MCU, en accordant une attention particulière à Avengers, et a également été inspiré par des films tels que Skyfall et Mission impossible : Protocole Fantôme. En octobre 2016, Foley a déclaré qu'elle suivait spécifiquement l'esthétique de Captain America : Le Soldat de l'hiver, « donc tout costume doit s'intégrer dans ce monde que nous avons établi et doit correspondre à ce look tactique. » Sur la variété des costumes créés pour chaque personnage, Foley a préféré avoir des décors dans les « placards » des personnages, car « ce n'est pas un défilé de mode ... un gars comme Ward n'aura pas vingt vestes dans son placard. Il va en avoir un qu'il utilise tout le temps. »
Après avoir lu chaque scénario, Foley fait ses propres recherches, avant de discuter du look de l'épisode avec les scénaristes. Elle a ensuite étudié la bande dessinée, la mode générale et l'histoire pour obtenir un look reconnaissable par les fans, mais s'inscrivant dans le monde plus réaliste de la série. Les costumes sont soit faits sur mesure, soit achetés, et les acteurs sont amenés pour des essayages avant le tournage. Ce processus était souvent difficile en raison du calendrier de huit jours par épisode de la série. Foley a déclaré que tous les costumes prennent un temps similaire à créer, qu'ils soient basés sur les bandes dessinées ou non. Joe Quesada est impliqué dans le processus d'approbation lors de la personnalisation de personnages préexistants, y compris le costume de Daisy Johnson/Quake, qui est introduit dans la troisième saison. Le costume de Quake incorpore des éléments de la version comics du personnage, et était destiné à montrer que Quake « pourrait facilement faire partie des Avengers ». Foley a pris des mesures pour différencier le costume de Quake des costumes de Black Widow de Scarlett Johansson, mais a été « flatté » par les comparaisons faites entre eux. Foley a également insisté sur le fait que des personnages tels que Quake « n'ont pas besoin d'être sexualisés, qu'ils sont des femmes puissantes et fortes », et évitent ainsi « beaucoup de décolleté, vous ne voyez pas de talons hauts. C'est une question de praticité. »
Les costumes passent par une évolution naturelle dans la série. Il y a un changement à la fin de la première saison vers un look plus sombre, et tous les personnages ont « définitivement grandi » au cours de la deuxième saison. Au cours de la troisième saison, il y a un autre changement, « du groupe hétéroclite de soldats et de scientifiques à [une] équipe militariste plus précise. » Ce changement se reflète également dans la palette de couleurs de la série, passant d'un « ton beaucoup plus clair, beaucoup plus de motifs » dans la première saison à avoir « enlevé un peu de couleur » par la troisième. Malgré cette obscurité croissante dans les costumes, Foley avait l'intention de définir chaque personnage au fur et à mesure de leur introduction et de les rendre toujours reconnaissables et identifiables. Avec le début de la quatrième saison, Foley a déclaré que « chaque saison a définitivement sa propre sensation et cette saison ne sera pas différente. Je pense que vous allez voir des différences subtiles dans les costumes des personnages » ; elle avait l'impression que Fitz et Simmons, en particulier, étaient devenus « plus adultes », tandis que tous les acteurs avaient « un look assez spécifique ... civil » qui deviendrait plus proéminent que S.H.I.E.L.D. est relégitimé et devient plus public. Foley a quitté la série après le treizième épisode de la quatrième saison, pour travailler sur la série télévisée Altered Carbon, et a été remplacé par Amanda Riley. Cette dernière a utilisé son expérience précédente en recréant des costumes pour «se fondre» dans le look établi de Foley. Foley est revenu pour les deux premiers épisodes de la cinquième saison, avant de confier la conception des costumes à Whitney Galitz, qui avait aidé Foley les saisons précédentes, et à Christann Chanell. Galitz est devenu l'unique créateur de costumes de la série, avant d'être rejoint par Jessica Torok pendant la saison 7. Torok a pris le relais pour la seconde moitié de la saison après que Galitz a quitté la série pour donner naissance à sa fille.

#### Effets pratiques
Le département des accessoires de la série est dirigé par Scott Bauer. Le pilote présente le Railgun émettant une cartouche incapacitante, ou ICER, des armes tranquillisantes souvent utilisées par les agents, Joss Whedon ayant des fusils Bauer de conception "science-fiction", y compris une grande arme en forme de fusil. La représentation ultérieure des ICER par la série était plus subtile, Bauer utilisant des pistolets airsoft qui sont sûrs pour tirer sur d'autres sur une petite distance. Des flashs de museau spécifiques à ICER sont ensuite ajoutés par le département des effets visuels. Bauer a réutilisé le support de fusil ICER lors de la fabrication de la "Shotgun Axe" de Mack, qui apparaît dans les saisons ultérieures. Les cristaux terrigenes qui débloquent les capacités inhumaines de la série sont imprimés en 3D à partir de résine solide, puis modifiés avec des détails supplémentaires. Des effets et accessoires pratiques (en) supplémentaires sont créés par Legacy Effects, qui travaille également sur les films MCU, notamment en créant les gantelets de Daisy Johnson pour la troisième saison. Le maquillage prothétique de la série est conçu en collaboration avec Glenn Hetrick d'Optic Nerve Studios. Hetrick a commencé à travailler sur la série avec la deuxième saison, pour créer le look Inhumain de Raina, et est revenu pour la troisième saison pour concevoir et créer les Inhumains les plus inhabituels tels que Lash.

#### Séquence de titre
Tout au long de la série, les Agents de S.H.I.E.L.D. «[est devenu] connu pour son utilisation de signature de cartes de titre changeantes» pour refléter le scénario raconté et définirait «une époque spécifique de la série». La troisième saison introduit une nouvelle séquence de titres pour la série, remplaçant celle qui est apparue au cours des deux premières saisons. La séquence de titre dans 4722 heures est radicalement différente de la conception introduite pour la troisième saison, avec le titre de la série dans la police de caractères de l'épisode disparaissant silencieusement sur l'écran sur le fond de la planète sur laquelle Simmons est échoué. La quatrième saison voit de nouvelles cartes de titre de série pour les pods Ghost Rider et LMD, et une carte de titre pour l'arc Agents of Hydra qui change pour dire Agents of Hydra pour les épisodes principalement définis dans le Cadre. Le graphique Ghost Rider est à nouveau utilisé pour la finale de la quatrième saison.
Pour la cinquième saison, l'ouverture de "Orientation" rappelle la séquence de "4722 heures", renonçant à la carte de titre et faisant disparaître silencieusement la police sur l'écran. Les épisodes suivants de la saison 5 présentent une carte de titre avec le nom de la série dans une nouvelle police de caractères sur fond de diverses représentations de la Terre : les épisodes de Past Life présentent une Terre future détruite ; les épisodes de Principa à The Devil Complex présentent une Terre intacte ; tandis que les épisodes de Rise and Shine à All Roads Lead... présentent la Terre qui commence à se fissurer. Chaque épisode de la saison 7 présente une carte de titre et une ouverture différentes pour refléter la période et le genre de l'épisode, l'arc narratif tournant autour des voyages temporels.

### Effets visuels
FuseFX est le principal fournisseur d'effets visuels pour la série, avec des travaux supplémentaires de Pixomondo, Cosa, Greenhaus GFX, Lion VFX et Synaptic. La série voit en moyenne 80 à 150 plans d'effets visuels par épisode, avec 10 à 12 jours pour travailler sur les effets d'un épisode une fois que les planches d'arrière-plan ont été reçues du tournage. Cela équivaut à environ 2000 prises d'effets visuels par saison. Mark Kolpack sert de superviseur des effets visuels pour la série. David Altenau était le superviseur interne de FuseFX pour les huit premiers épisodes de la série, avec Kevin Lingenfelser prenant le relais pour les épisodes suivants. Le producteur d'effets visuels Andrea D'Amico a rejoint l'équipe de FuseFX pour travailler sur la série en décembre 2015. Deux équipes distinctes de gestion de production et de création ont été créées pour travailler sur l'émission, et les producteurs, compositeurs et divers artistes ont pu alterner les épisodes. C'était important car la plupart des épisodes devaient être travaillés simultanément, deux ou trois à la fois. Les effets typiques de la série incluent la création d'animation d'effets de conduite de personnage, de véhicules photo-réalistes, d'extensions de jeux de synthèse, de pyrotechnie et d'effets atmosphériques. Certains actifs, tels que le Quinjet et l'héliporteur, sont partagés par Industrial Light & Magic, bien que "ces modèles soient généralement très lourds et denses en données" et doivent être rendus "compatibles HD ou simplement gérables pour fonctionner dans [un] programme télévisé. . "

### Musique
Bear McCreary a confirmé qu'il composerait la musique de la série en juillet 2013. Contrairement à certaines de ses partitions précédentes, ABC et Marvel ont permis à McCreary de travailler avec un orchestre symphonique complet, comprenant généralement 50 ou 70 joueurs, dont plus de 90 pour "important" épisodes. L'enregistrement de l'orchestre pour la série a eu lieu à Eastwood Stage de Warner Bros.Studio, à Barbra Streisand Scoring Stage de Sony Pictures Studios et à Newman Scoring Stage de Twentieth Century Fox Studios. Une programmation de synthétiseur complexe a également été utilisée, pour donner à la partition "un côté moderne".
Comme Agents of S.H.I.E.L.D. était la première série télévisée liée au MCU, McCreary a estimé qu'il y avait « un sentiment qu'il fallait se connecter » au son orchestral des films, mais vu à travers le prisme de l'écran de télévision. McCreary compose en moyenne 30 minutes de musique par épisode. La création du thème principal de la série, que McCreary considérait également comme le thème de Coulson, était un processus qui a nécessité beaucoup de collaboration avec les producteurs exécutifs, qui voulaient un son spécifique - "quelque chose de grand, qui ... appartenait à l'univers cinématographique Marvel. "mais aussi" intime car ce ne sont pas des super-héros, ce sont des gens ordinaires ". McCreary a dû travailler plus dur pour faire entendre le thème, étant donné que l'émission n'a pas de séquence de titre traditionnelle. Pour les troisième et quatrième saisons, McCreary a noté que "la partition est devenue un peu plus intense et plus électronique ... [Les] électroniques sont vraiment passées au premier plan alors que nous abordons plus d'histoires sur les Inhumains et le monde numérique dans lequel vivent nos personnages. Mais l'orchestre est toujours notre fondation. "
En 2014, après avoir travaillé comme stagiaire pour McCreary, Jason Akers a été invité à fournir de la musique supplémentaire pour la série. McCreary a embauché Akers en tant que membre du personnel à temps plein en 2015, et il a commencé à avoir une contribution plus artistique à la musique de la série. Akers est crédité comme co-compositeur aux côtés de McCreary pour la septième saison. Certaines des pièces préférées de McCreary de la série comprennent le Concerto pour violoncelle de La seule lumière dans les ténèbres, et des pièces qui avaient des "déviations massives" telles que la musique pour Ghost Rider, la réalité du Cadre et les voyages spatiaux.

### Fiche technique
- Titre original : Marvel's Agents of SHIELD
- Titre français : Marvel : Les Agents du SHIELD[3],[77],[78]
- Création : Maurissa Tancharoen, Jed Whedon et Joss Whedon
- Réalisation : Joss Whedon (pilote)
- Scénario : Maurissa Tancharoen, Jed Whedon et Joss Whedon, d'après les personnages créés par Jack Kirby et Stan Lee
- Direction artistique : Roland Rosenkranz, John B. Vertrees et Alex Hajdu
- Création des décors : Gregory S. Melton
- Décors : Melissa M. Levander
- Costumes : Ann Foley, Whitney Galitz, Amanda Riley et Betsy Heimann
- Photographie : Feliks Parnell, Allan Westbrook, Jeffrey C. Mygatt et David Boyd
- Montage : Joshua Charson, Paul Trejo, Debby Germino, Eric Litman, Kelly Stuyvesant, Dexter N. Adriano, David Crabtree et Michael Benni Pierce
- Casting : Sarah Finn, Hannah Cooper et Tamara Hunter
- Musique : Bear McCreary
- Effets spéciaux de maquillage : Glenn Hetrick, Michele Monaco Hetrick, Rocky Faulkner, Ken Niederbaumer, Ozzy Alvarez, Richard Redlefsen et Bart Mixon
- Effets visuels : FuseFX, CoSA VFX, Greenhaus GFX, Pixomondo, Rhythm & Hues, Furious FX, Synaptic VFX, Luma Pictures, Drawn By The Light
- Producteurs exécutifs : Stan Lee, Jeph Loeb, Maurissa Tancharoen, Jed Whedon, Joss Whedon, Jeffrey Bell, Alan Fine, Joe Quesada, Brent Fletcher, Jim Chory et Paul Zbyszewski
- Coproducteurs exécutifs : Craig Titley, Drew Z. Greenberg, Monica Owusu-Breen, Lilla Zuckerman et Nora Zuckerman
- Producteurs : Garry A. Brown, Chris Cheramie, Lauren LeFranc, Rafe Judkins et Samantha Thomas
- Coproducteurs : Megan Thomas Bradner, Bob Kozicki, Wendy Wilming, Emma Fleischer, Daniel J. Doyle, Shalisha Francis et Mary-Margaret Kunze
- Producteurs associés : Robert Parigi et Richleigh Heagh
- Société de production : ABC Studios, Disney-ABC Domestic Television, Marvel Studios, Mutant Enemy et Walt Disney Television
- Société de distribution :  ABC
- Pays d’origine :  États-Unis
- Langue originale : anglais
- Format : couleur - 35 mm - 1,78:1 - son Dolby numérique
- Genre : super-héros, action, science-fiction
- Durée : 136 x 45 minutes

 Sauf indication contraire, les informations mentionnées dans cette section peuvent être confirmées par la base de données cinématographiques IMDb,  présente dans la section « Liens externes ».

## Épisodes
| Saison | Nombre d'épisodes | Diffusion originale | Diffusion originale | Diffusion originale |
| Saison | Nombre d'épisodes | Années              | Début de saison     | Fin de saison       |
| ------ | ----------------- | ------------------- | ------------------- | ------------------- |
| 1      | 22                | 2013-2014           | 24 septembre 2013   | 13 mai 2014         |
| 2      | 22                | 2014-2015           | 23 septembre 2014   | 12 mai 2015         |
| 3      | 22                | 2015-2016           | 29 septembre 2015   | 17 mai 2016         |
| 4      | 22                | 2016-2017           | 20 septembre 2016   | 16 mai 2017         |
| 5      | 22                | 2017-2018           | 1er décembre 2017   | 18 mai 2018         |
| 6      | 13                | 2019                | 10 mai 2019         | 2 août 2019         |
| 7      | 13                | 2020                | 27 mai 2020         | 12 août 2020        |

### Première saison (2013-2014)
L'agent Phil Coulson retourne au sein de l'organisation mondiale du maintien de l'ordre, le SHIELD. À la suite de l'apparition d'un héros inconnu disposant apparemment de capacités surhumaines, il réunit une petite équipe d'agents extrêmement bien entraînés pour s'attaquer aux affaires ayant attrait à l'étrange et à l'inconnu. Mais ils vont rapidement croiser le chemin de CENTIPÈDE, une organisation terroriste internationale qui tente de créer un super soldat grâce aux progrès apportés par le virus extremis,les rayons gamma de Bruce Banner et le sérum de Captain America. Cependant, l'équipe va vite finir par se rendre compte que leurs anciens alliés se révéleront être des ennemis faisant partie d'une organisation beaucoup plus vaste et ancienne que le SHIELD ne l'aurait cru.

### Deuxième saison (2014-2015)
Après la victoire et le démantèlement de la cellule Centipede d'HYDRA et l'effondrement du SHIELD, Phil Coulson se donne pour mission de reconstruire l'agence de renseignement. Beaucoup de personnes sont mortes, et après la trahison de Ward, le nouveau directeur de l'agence ne sait plus à qui se fier. D'autant qu'HYDRA est non seulement toujours actif, mais n'a aussi absolument aucune intention de les lâcher. Coulson engage donc de nouvelles recrues pour combattre cet ennemi plus puissant que jamais, mais la tâche n'est pas facile avec le Général Talbot à leurs trousses. Sans compter que de nouveaux invités surprises sont de la partie...

### Troisième saison (2015-2016)
Après la victoire du SHIELD face aux Inhumains d'Outre-Monde, Coulson et son agence doivent maintenant faire face à de nombreuses apparitions de nouveaux Inhumains. Par ailleurs, ils n'auront plus aucun soutien du gouvernement après les évènements de Sokovie et la création d'une unité gouvernementale pour faire face à la menace des Inhumains, l'ATCU. Mais HYDRA, toujours en activité sous la direction de l'industriel et ancien membre du Conseil de Sécurité Mondial Gideon Malick, a décidé d'accomplir son véritable objectif originel, remontant à la nuit des temps : ramener un Inhumain particulier sur Terre pour que ce dernier domine le monde avec leur soutien.

### Quatrième saison (2016-2017)
Après la victoire sur HYDRA et Alveus, et à la suite de la signature des Accords de Sokovie, le SHIELD redevient une agence officielle de renseignement. Coulson a dû laisser son poste de directeur à Jeffrey Mace, qui a été nommé à la tête du SHIELD par le président Ellis. L'agence doit faire face à une nouvelle menace incarnée par un artefact extradimensionnel, le Darkhold et doit notamment travailler avec Ghost Rider pour la contrer. Parallèlement aux phénomènes paranormaux, une milice nommée les « Chiens de Garde » se constitue dans le but de traquer et d'éliminer les Inhumains.

### Cinquième saison (2017-2018)
Juste après la destruction de la Charpente – la simulation de réalité virtuelle créée grâce au Darkhold et dans laquelle Hydra contrôlait le monde – et la libération de l'équipe qui y était enfermée, tous sauf Fitz sont envoyés par un monolithe 80 ans dans le futur. Ils découvrent que la Terre a été détruite, selon l'Histoire par Daisy, et le reste de l'humanité vit dans une station contrôlée par les Kree et dirigée par le cruel Kasius, un Kree tyrannique fasciné par les Inhumains. Une fois Kasius vaincu et la colonie remise aux mains des derniers humains, l'équipe du SHIELD parvient à revenir au début du XXIe siècle, peu avant la fin du monde qu'ils ont vu dans le futur, et découvrent qu'elle sera causée par une guerre autour du gravitonium entre le SHIELD et les derniers membres d’HYDRA aux ordres du Générale Hale et alliés à une coalition alien nommée la "Confédération", qui les a informé de l'arrivée imminente de Thanos.

### Sixième saison (2019)
Un an a passé depuis la défaite de Graviton et le décès de Coulson et l'équipe est divisée en deux. Dans l'espace, Daisy et Jemma sont à la recherche du vaisseau où se trouve Fitz qui est cryogénisé. Sur Terre, Mack doit à présent assumer les commandes et enquêter sur d'étranges évènements qui se produisent à travers le pays et qui semblent en lien avec une équipe alien dont le chef n'est autre que la copie de Coulson. Mais il ne faut pas beaucoup de temps pour que les agents du SHIELD réalisent que ce Coulson-ci n'a rien à voir avec leur ancien directeur. En outre, le SHIELD devra aussi affronter de nouveaux ennemis : les Hurleurs et les Chronicoms (en).

### Septième saison (2020)
Après avoir été renvoyée dans le passé, l'équipe se prépare à livrer son ultime combat contre les Chronicoms. Ils seront également confrontés à Nathaniel Malick, le frère de Gideon Malick.

## Accueil

### Audiences

#### Aux États-Unis
Le pilote a attiré 12,12 millions de téléspectateurs, ex æquo avec The Voice sur NBC sur la tranche des 18 à 49 ans, mais dépassé largement en nombre total de téléspectateurs par NCIS sur CBS.
En mars 2016, Alisha Grauso de Forbes a discuté de la série et de ses classements, décrivant la série comme n'ayant « jamais vraiment été le succès d'audience pour ABC que le réseau avait espéré… C'est déjà assez difficile d'écrire un scénario de film qui correspond dans la continuité de l'univers cinématographique Marvel plus vaste, il est encore plus difficile de le faire avec une saison télévisée complète qui doit servir de tissu conjonctif au monde plus large tout en restant sa propre chose. » Grauso a estimé que les cotes de la série pourraient s'améliorer si elle se concentrait soit sur le fait d'essayer d'être la meilleure série possible (avec moins de liens avec les films, comme les émissions Marvel-Netflix), soit sur le simple fait d'être "un soutien et un lien avec le monde des Avengers ". Grauso a conclu : « Le résultat final pour l'un ou l'autre scénario est que, espérons-le, les cotes augmentent et restent en place. Dans le premier cas, les fans pourraient être perdus par la déconnexion du MCU, mais un scénario plus fort et une écriture plus cohérente les apporteraient et de nouveaux fans de retour. Dans le deuxième scénario, les fans se mettaient à l'écoute chaque semaine de peur de rater une histoire importante pour le monde. »
En novembre 2018, Parrot Analytics, qui mesure « la manière dont les téléspectateurs interagissent avec la marque d'une émission de télévision en ligne, évalue tout, du partage de fichiers mondial et du trafic peer-to-peer à l'activité des médias sociaux », a classé la série dans le top 0,03 pour cent des séries télévisées les plus demandées dans le monde, classez-la comme «incroyable». Les séries avec une demande similaire comprenaient Better Call Saul, Esprits Criminels et Vikings, tandis que Agents de S.H.I.E.L.D. avait une demande plus élevée que des séries telles que The Originals, Supergirl, Arrow et Fear the Walking Dead. Agents du S.H.I.E.L.D. a vu l'épisode de la saison sept "Une truite dans le lait" gagner une note basse de la série de 0,2 dans la démographie des 18 à 49 ans, tandis que l'épisode de la saison sept "Brand New Day" a gagné les téléspectateurs initiaux les plus bas avec 1,25 million.
Les audiences de la saison sont suivies par le site Comicbookresources.com.
| Saisons | Années    | Nombre d'épisodes | Audience moyenne (en millions) |
| ------- | --------- | ----------------- | ------------------------------ |
| 1       | 2013-2014 | 22                | 6,86                           |
| 2       | 2014-2015 | 22                | 4,47                           |
| 3       | 2015-2016 | 22                | 3,43                           |
| 4       | 2016-2017 | 22                | 2,34                           |
| 5       | 2017-2018 | 22                | 2,07                           |
| 6       | 2019      | 13                | 2,15                           |
| 7       | 2020      | 13                | 1,48                           |

#### Au Canada
Le pilote a été regardé par 2,7 millions de téléspectateurs.

#### En France
Les trois premiers épisodes, diffusés le 18 mars 2015 sur W9 ont été regardés en moyenne par 1,4 million de téléspectateurs, ce qui représente le meilleur lancement d'une série sur une chaine de la TNT et ce qui a permis à la chaîne d'être la première chaine TNT sur toute la soirée.

### Réception critique
(août 2020).
Le contenu est difficilement compréhensible vu les erreurs de traduction, qui sont peut-être dues à l'utilisation d'un logiciel de traduction automatique.
Pour la première saison, le site Web d'agrégateur d'avis Rotten Tomatoes a rapporté un taux d'approbation de 88%, avec une note moyenne de 7,83 / 10 basée sur 72 avis. Le consensus du site Web se lit comme suit: "la série est une valeur sûre et plaire aux fans de bandes dessinées, mais l'ensemble solide et le rythme rapide aident à rendre ce série de super-héros meilleur que la moyenne accessible aux non-fanboys" Metacritic, qui utilise une moyenne pondérée, a attribué une note «généralement favorable» de 74 sur la base de 33 avis.
La deuxième saison a un taux d'approbation de 91% sur Rotten Tomatoes, avec un score moyen de 7,66 / 10 basé sur 32 avis. Le consensus du site Web se lit comme suit: "la série se détend au cours de sa deuxième saison, atténuant les douleurs grandissantes de la série en se concentrant sur les personnages tout en amplifiant les frissons narratifs." La troisième saison a un taux d'approbation de 100% sur Rotten Tomatoes, avec un score moyen de 8,19 / 10 basé sur 22 avis. Le consensus du site Web se lit comme suit: "Toujours en évolution dans sa troisième saison, la série poursuit son chemin avec un mélange de sensations fortes, d'humour et de cœur."
La quatrième saison a un taux d'approbation de 96% sur Rotten Tomatoes, avec un score moyen de 7,75 / 10 basé sur 25 avis. Le consensus du site Web se lit comme suit: "elle explore un territoire plus sombre dans sa quatrième saison avec l'introduction passionnante de Ghost Rider, mettant en place un nouveau chapitre bourré d'action des mythologies plus pointues de Marvel." La cinquième saison a un taux d'approbation de 100% sur Rotten Tomatoes, avec un score moyen de 7,89 / 10 basé sur 22 avis. Le consensus du site Web se lit comme suit: "elle se balancent pour les clôtures avec une narration à grande échelle et des rebondissements sauvages qui élèvent la saison 5 du MCU saturé à son propre espace"
La sixième saison a un taux d'approbation de 93% sur Rotten Tomatoes, avec un score moyen de 7,7 / 10 basé sur 15 avis. Le consensus du site Web se lit comme suit: "Six saisons et Les Agents du S.H.I.E.L.D. continue d'approfondir son exploration de l'espace et les relations entre ses héros." La septième saison a un taux d'approbation de 100% sur Rotten Tomatoes, avec un score moyen de 7,5 / 10, basé sur 10 avis.

### Analyses de la Série
La façon dont la série est affectée par les événements de Captain America: The Winter Soldier a été qualifiée de "miraculeuse", Terri Schwartz de Zap2it écrivant "le fait que le film ait tellement influencé la série change la donne en termes de façon dont les médiums du cinéma et de la télévision peuvent être entrelacés ", tandis que Mary McNamara du Los Angeles Times a déclaré que Marvel les Agents de SHIELD : "fait face à un avenir de réinvention perpétuelle, et cela le place dans la première voiture exaltante des montagnes russes de la télévision vers une possible domination mondiale." Le fait que la série représente également la reconstruction de S.H.I.E.L.D. dans le MCU a également été mis en évidence, avec Merrill Barr, passant en revue "Beginning of the End" pour Forbes, en disant "ce que Marvel a osé dire avec cette finale de la saison est 'tout ce que nous faisons compte, et vous devez faire attention à tout cela."
L'introduction de la série Inhumans a été vue par Oliver Sava de The A.V. Club en tant qu'agents du S.H.I.E.L.D. une partie essentielle des plans du MCU et de Marvel Studios, les liens entre la série et les films ayant toujours été réactifs au nom de la série, avec des trucs se produisant dans les films et Agents of S.H.I.E.L.D. faire face à ses retombées. Cependant, la série serait désormais "faire bouger les choses, et ces événements auront clairement un impact sur l'avenir du MCU". Barr a écrit que la série "fait un excellent travail en se tenant debout sur ses deux pieds d'une manière que nous ne l'avons jamais vue faire auparavant. Viens la dernière image [de la finale de la deuxième saison], tout le monde - fan de Marvel ou autre - demandera quand la saison trois commencera."
La mise en parallèle de la troisième saison des thèmes de Captain America: Civil War a été qualifiée de «d'actualité et pertinente» et de «carrément étrange» par The A.V. club et Kevin Fitzpatrick de Screen Crush. McCown a comparé l'approche de la série pour mettre en place «un monde méfiant envers les superpuissances» aux événements de la vie réelle entourant la campagne présidentielle de Cliven Bundy et Donald Trump en 2016, et a déclaré que la série profite pleinement de son médium pour raconter l'histoire. Le prochain film de Captain America ne peut pas: "Une exploration complète et tendue de la nécessité de protéger la liberté et la vie privée, même pour ceux qui ont des capacités extraordinaires." Fitzpatrick a ajouté que ce "penchant d'actualité ... a fait un bon angle pour construire cette mentalité mondiale sans se sentir particulièrement soumis aux films."
Avant la quatrième saison, Kayti Burt de Collider a estimé que Agents of S.H.I.E.L.D. est "l'émission de télévision X-Men que vous devriez regarder". Burt a noté que la franchise de films X-Men s'étendait à la télévision avec la série Legion, mais que S.H.I.E.L.D. déjà bien servi cet objectif, mettant en évidence les similitudes entre X-Men et Inhumans, deux créations de Stan Lee et Jack Kirby des années 1960 constituées d'un grand groupe de personnes surpuissantes qui "sont nos voisins et nos amis ... les héros et les méchants", et font face aux mêmes peurs et préjugés de la part de la communauté au sens large. Burt a estimé que les similitudes entre Inhumans et X-Men sont devenues "particulièrement pointues" dans la troisième saison avec le scénario de Hive, qui avait beaucoup en commun avec le film X-Men: Apocalypse sorti à peu près à la même époque. ; Burt était d'avis que S.H.I.E.L.D. a exécuté le scénario "bien mieux" que le film. Les autres similitudes dont Burt a discuté étaient la distribution diversifiée et d'ensemble de la série, son interprétation du scénario de la guérison mutante, les parallèles entre l'arc de la deuxième saison de Daisy Johnson et l'introduction de Malicia (Rogue dans la version anglaise) dans le premier film X-Men, et son commentaire social et politique. Avec ce dernier, Burt a également discuté des similitudes entre les Watchdogs et Donald Trump, l'appelant "pas très subtil, mais les commentaires sociaux ne doivent pas l'être. J'apprécie que Agents of SHIELD tente de commenter l'état socio-politique actuel. du pays d'une manière que beaucoup d'autres émissions de télévision de super-héros n'essaient même pas de faire. C'est peut-être la qualité la plus proche des X-Men de l'émission." En conclusion, Burt a déclaré que bien que les personnages X-Men ne puissent pas apparaître dans le MCU en raison de la 20th Century Fox détenant les droits, "nous pouvons toujours profiter de nombreux thèmes importants dans l'univers X-Men via S.H.I.E.L.D."
De plus, Marc N. Kleinheinz à Screen Rant a expliqué comment la série «continue de résister à un statu quo», de la destruction et la reconstruction du S.H.I.E.L.D., aux retombées des accords de Sokovie. Il a noté que l'un des principaux moteurs des changements était les films MCU, la série étant forcée "de s'adapter constamment à un paysage narratif changeant sur lequel elle n'a absolument aucun contrôle." Il pensait également que la série était obligée d'adapter divers personnages de Marvel à l'écran qui n'apparaîtraient pas dans des films, tels que Daisy Johnson, Barbara « Bobbi » Morse et Ghost Rider. Cependant, Kleinheinz a estimé que cet état d'esprit venait également de l'équipe de la série plutôt que simplement de Marvel, affirmant: "Il y a aussi le mode de fonctionnement de la narration que les showrunners Jed Whedon et Maurissa Tancharoen ont très manifestement démontré au cours de leur mandat de quatre ans. Il semble que tracer constamment de nouveaux terrains d'une saison à l'autre est autant une prédilection personnelle que, peut-être, un mandat d'entreprise."
Au cours du pod Agents of Hydra de la quatrième saison, Evan Valentine de Collider.com a noté que «l'un des thèmes prédominants de cette dernière moitié de la quatrième saison d'Agents of SHIELD a été ses coups contre l'administration Trump actuelle. . En fin de compte, que vous souteniez ou désavouiez l’administration actuelle et ce qu’elle a fait de son mandat, ce commentaire fonctionne-t-il ici? Bien sûr que oui ... Nous devons être capables de rire de ce qui se passe dans le pays. mondial, que nous soyons d’accord ou non, mais le SHIELD a réussi à lancer des commentaires mordants cette saison. "
Avant la septième et dernière saison, Shakeema Edwards de Vulture a estimé que la série avait "évolué vers une fantaisie de science-fiction ... explorant la mutation humaine, l'intelligence artificielle, la réalité virtuelle, l'exploration spatiale, le voyage dans le temps et même la magie". Edwards a poursuivi, "ce qui est le plus fascinant à propos du S.H.I.E.L.D. alors qu'il entre dans sa phase finale, c'est la façon dont il s'est engagé à adopter un nouveau sous-genre tous les dix épisodes environ, en particulier plus tard dans sa course". En changeant constamment son orientation de genre a permis à la série d'avoir moins "d'épisodes de remplissage" et pourrait "maintenir son élan au sein et entre les saisons". De plus, "la dévotion toujours plus profonde des personnages les uns envers les autres a servi de ligne émotionnelle, une constante à laquelle les personnages (et les téléspectateurs) doivent s'accrocher alors que le récit change rapidement autour d'eux." Edwards a conclu: "SHIELD sort selon ses propres conditions avec la saison sept, une conclusion planifiée convoitée dans un paysage télévisé en proie à des annulations soudaines. À juste titre, l'émission qui a à l'origine amené le monde du MCU au petit écran servira également de à la première phase de l'univers cinématographique à la télévision ".

## Produits dérivés

### Bandes dessinées (2015-2016)
En France, la série a fait l'objet d'une collection de cinq comics parus chez Panini Comics. Le magazine de 72 pages couleurs était broché avec couverture souple plastifiée. La parution a été bimestrielle avec deux aventures du SHIELD et une aventure de l'agent Carter. Les numéros parus sont les suivants :
- SHIELD no 1 (sorti le 2 juin 2015[89]) :
  - Les Balles imparfaites (Perfect Bullets) sur un scénario de Mark Waid et des dessins de Carlos Pacheco
  - L'Animator (The Animator) sur un scénario de Mark Waid et des dessins d'Humberto Ramos
  - Opération S.I.N., première partie (Operation : S.I.N. (1)) sur un scénario de Kathryn Immonen et des dessins de Rich Ellis
- SHIELD no 2 (sorti le 14 août 2015[89]) :
  - Étrange incursion (Home Invasion) sur un scénario de Mark Waid et des dessins d'Alan Davis
  - Le Carburant (Fuel) sur un scénario de Mark Waid et des dessins de Chris Sprouse
  - Opération S.I.N., deuxième partie (Operation : S.I.N. (2)) sur un scénario de Kathryn Immonen et des dessins de Rich Ellis
- SHIELD no 3 (sorti le 16 octobre 2015[89]) :
  - Les Balles magiques (Magic Bullets) sur un scénario de Mark Waid et des dessins de Mike Choi
  - Dimensions de l'ombre (Dark Dimensions) sur un scénario de Mark Waid et des dessins de Paul Renaud
  - Opération S.I.N., troisième partie (Operation : S.I.N. (3)) sur un scénario de Kathryn Immonen et des dessins de Rich Ellis
- SHIELD no 4 (sorti le 15 décembre 2015[89]) :
  - L'Étrange Affaire de Daisy Johnson et Mr Hyde (The Strange Case of Daisy Johnson and Mr Hyde) sur un scénario de Mark Waid et des dessins de Greg Smallwood
  - Ange déchu (No Angel) sur un scénario de Mark Waid et des dessins de Paco Medina
  - Opération S.I.N., quatrième partie (Operation : S.I.N. (4)) sur un scénario de Kathryn Immonen et des dessins de Rich Ellis
- SHIELD no 5 (sorti le 16 février 2016[89]) :
  - L'homme qui s'appelait D.E.A.T.H. (The Man called D.E.A.T.H.) sur un scénario de Mark Waid et des dessins de Jim Steranko, Jack Kirby et John Severin
  - Dugan revient ! (Dugan Lives !) sur un scénario de Al Ewing et des dessins de Stefano Caselli
  - Opération S.I.N., cinquième partie (Operation : S.I.N. (5)) sur un scénario de Kathryn Immonen et des dessins de Rich Ellis

### Sorties DVD et disque Blu-ray
| Marvel : Les Agents du SHIELD - L'intégrale de la saison 1 | 22 | 9 septembre 2014  | 6 octobre 2015    | 20 octobre 2014  | 5 | ABC Studios                            |
| Marvel : Les Agents du SHIELD - L'intégrale de la saison 2 | 22 | 18 septembre 2015 | 7 décembre 2016   | 19 octobre 2015  | 5 | Walt Disney Studios Home Entertainment |
| Marvel : Les Agents du SHIELD - L'intégrale de la saison 3 | 22 | 30 janvier 2017   | 22 août 2018      | 30 janvier 2017  | 5 | Walt Disney Studios Home Entertainment |
| Marvel : Les Agents du SHIELD - L'intégrale de la saison 4 | 22 | 2 juillet 2018    | 28 septembre 2018 | 2 juillet 2018   | 5 | Walt Disney Studios Home Entertainment |
| Marvel : Les Agents du SHIELD - L'intégrale de la saison 5 | 22 | 1er octobre 2018  | 5 décembre 2018   | 1er octobre 2018 | 5 | Walt Disney Studios Home Entertainment |

### Projets de séries dérivées
Le 9 avril 2015, la chaîne ABC et Marvel Television annonce le projet d'une série dérivée sans en dévoiler davantage. Le 21 avril 2015, Adrianne Palicki et Nick Blood sont annoncés au statut d'acteurs principaux. Le 7 mai 2015, le projet est finalement annulé par ABC.
Le 21 août 2015, la chaîne ABC annonce la commande d'un pilote pour une nouvelle série dérivée de Marvel : Les Agents du SHIELD qui aura pour titre Marvel's Most Wanted et sera centrée sur les personnages de Bobbi Morse et Lance Hunter.
Le 26 janvier 2016, Delroy Lindo est officiellement annoncé dans le rôle de Dominic Fortune dans la nouvelle série dérivée, un des personnages de comics apparaissant dans les aventures du SHIELD. Le président d'ABC a aussi émis le souhait que les trois séries Marvel : Les Agents du SHIELD, Agent Carter et Marvel's Most Wanted soient diffusées ensemble lors d'une soirée à la rentrée 2016-2017, comme cela a été fait pour les séries de Shonda Rhimes.
Le 12 mai 2016, ABC fait à nouveau volte-face et décide de ne pas commander la série dérivée.
Le 6 décembre 2016, une série dérivée sur le personnage de Slingshot, Elena « Yo-Yo » Rodriguez, est annoncée au générique de fin du 8e épisode de la saison 4 et a été disponible numériquement dès le 13 décembre 2016. Composée de six parties de 3 à 6 minutes, elle est intitulée Marvel's Agents of SHIELD : Vendetta (Slingshot).
Le 1er mai 2019, Variety annonce que la série dérivée sur le personnage de Ghost Rider sera diffusée sur la chaîne Hulu, toujours avec Gabriel Luna dans le rôle de Robbie Reyes.

## Distinctions
Nominations
- Teen Choice Awards 2017 :
  - meilleure série d'action
  - meilleur acteur dans une série d'action pour Gabriel Luna